# Allister Carter
Ali Carter, teljes nevén Allister Carter (Colchester, Essex, Anglia, 1979. július 25. –) angol snookerjátékos.
Pályafutása során négy pontszerző tornát nyert, a 2009-es Welsh Opent, a 2010-es Shanghai Masters-t, a 2013-as German Masters-t és a 2016-os World Opent. Kétszer került a világbajnokság döntőjébe, egyetlen hivatalos tornán elért maximum-breakjét (147) a 2008-as világbajnokságon lökte.
Carter, a The Captain (A kapitány) becenevét onnan kapta, hogy civilben képzett pilóta.

## Pályafutás
Carter már gyerekként elkezdett snookerezni, szabadideje nagy részét különböző snooker-klubokban töltötte. Tízéves korában, a Halstead SC színeiben játszva találkozott a női snookerjátékossal, Gaye Jones-szal, aki ezután egészen a profivá válásáig egyengette útját. 1996-ban, 17 évesen kezdte meg profi pályafutását. 1999 októberében a Grand Prix elődöntőjébe jutott, ám 6-3-ra alulmaradt a későbbi győztes John Higgins-szel szemben. Egy hónappal később megnyerte első nem-pontszerző tornáját, a Benson & Hedges Championshipet. Ez az eredmény belépőt jelentett számára a legrangosabb nem-pontszerző versenyre, a Masters-re. Az év végén a WPBSA (World Professional Billiards and Snooker Association) 1999 legjobb fiatal játékosának választotta. A 2000-es Masters-en a második körben esett ki. Az első fordulóban a 80-as évek egyik legjobbját, Steve Davis-t búcsúztatta.

A következő években folyamatosan lépegetett előre a világranglistán, rendre ott volt a fontos tornákon, de döntőbe egyszer sem került. Negyeddöntőt játszott a 2001-es és a 2002-es British Openen, továbbá a 2003-as LG Cupon és a Scottish Openen. Szintén a legjobb 8 közé jutott a 2004-es és a 2005-ös UK Championshipen. 2003-ban Crohn-betegséget diagnosztizáltak nála, azóta szigorú étrendet kell követnie. A 2005-ös világbajnokság selejtezőjében 10-0-ra ütötte ki a 90-es évek jelentős játékosát, James Wattanát. A világbajnokságon ilyen nagy arányú győzelemre 1993 óta nem volt példa. 2005 novemberében a Masters Qualifying Event nevű nem-pontszerző torna döntőjébe jutott, ám végül kikapott Stuart Binghamtől.

2006/07

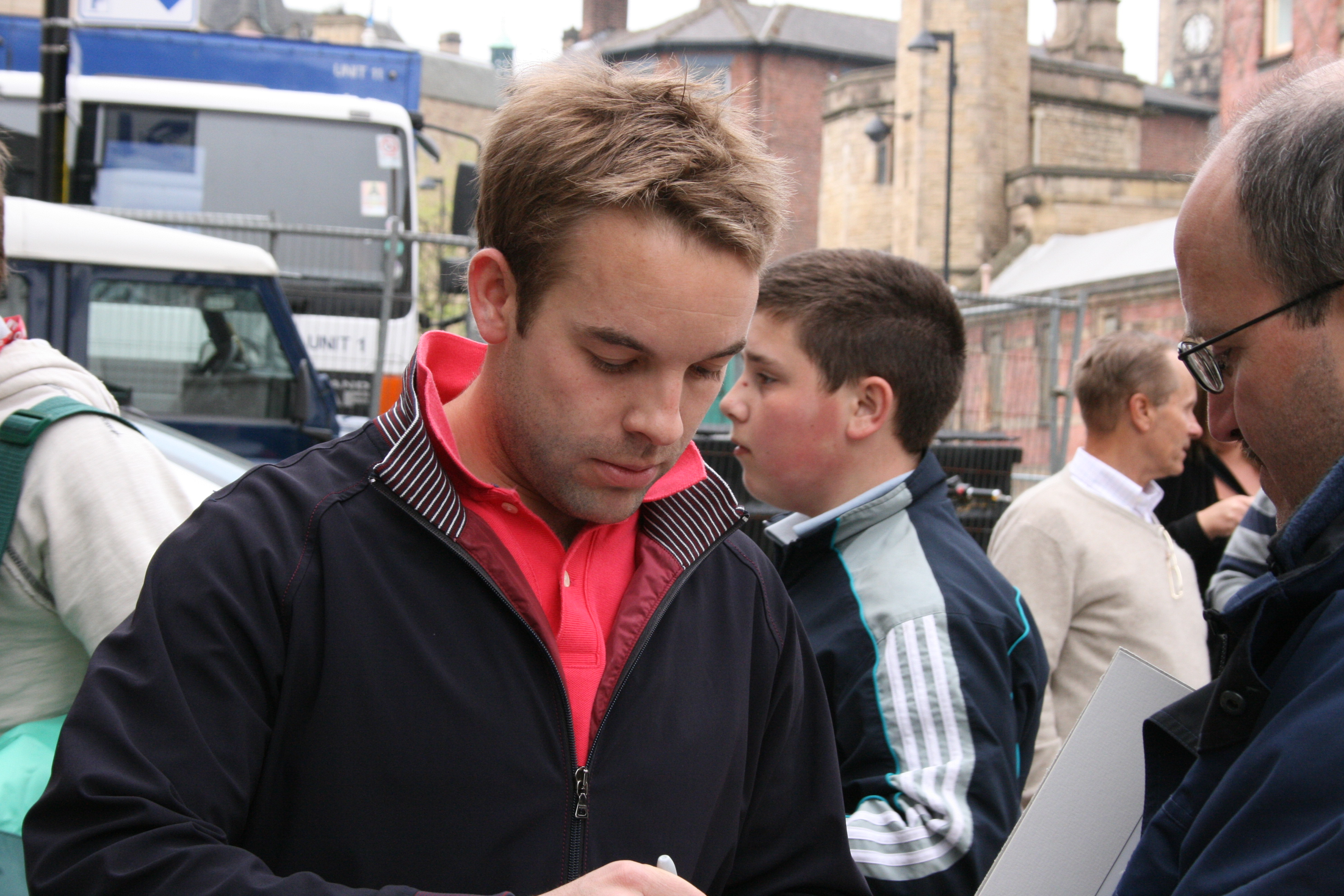
A 2007-es világbajnokságon

Amikor már többen csak egy soha be nem váltott tehetségként kezdték kezelni, a 27 éves Carter hirtelen megérkezett a legjobbak közé. 2007 januárjában a Malta Cup elődöntőjébe jutott, itt azonban alulmaradt a későbbi bajnok Shaun Murphyvel szemben. Egy hónappal később a Welsh Openen a legjobb nyolc között esett ki. 2007 tavaszán – többek között a legendás Stephen Hendryt legyőzve – eljutott a világbajnokság negyeddöntéjábe, ahol egy döntő frames mérkőzésen 12-13-ra kikapott Mark Selbytől. A szezon végi összesítés után a ranglista 15. helyén találta magát. (Pályafutása során először került be a legjobb 16-ba, és egészen 2012-ig benn is maradt.)
2007/08
2007 novemberében a Northern Ireland Trophy harmadik köréig jutott, 2008 februárjában a Welsh Open negyeddöntőjében esett ki. A végső ellenfele mindkét alkalommal Ronnie O’Sullivan volt. A 2008-as világbajnokság első körében, egy szoros mérkőzésen Carter 10-9-re múlta felül Barry Hawkins-t, majd két korábbi világbajnokot – Shaun Murphyt és Peter Ebdont – is búcsúztatva profi pályafutása során először, pontszerző torna döntőjébe került! A Peter Ebdon elleni negyeddöntő 15. frame-jében profi pályafutása első hivatalos tornán elért maximum breakjét lökte. A világbajnoki döntőben végül 18-8 arányban alulmaradt a snooker egyik legkiválóbb játékosával, Ronnie O’Sullivannel szemben.
2008/09
A világbajnoki szereplés lendületet adott Carternek, 2008 májusában Ali megnyerte második nem-pontszerző versenyét, a Huangshan Cupot. A döntőben Marco Fu-t múlta felül. A 2008/09-es szezon első – őszi – felében háromszor is elődöntőbe került: a Northern Ireland Trophyn, a Grand Prixen és a UK Championshipen. 2009 januárjában a Masters negyeddöntőjéig jutott, itt Ronnie O’Sullivan állta útját. 2009 februárjában Carter megnyerte élete első pontszerző tornáját, a Welsh Opent. A versenyen két korábbi világbajnokot, Shaun Murphyt és Graeme Dottot is búcsúztatott, majd a döntőben 9-5 arányban múlta felül az északír Joe Swailt. Az idény végén Carter a ranglista előkelő 5. helyét foglalta el.
2009/10
Carter a 2009/10-es idényt igen gyenge eredményekkel kezdte. Több korai kieséssel záruló torna után – kivétel a decemberi UK Championship, ahol a negyeddöntőig jutott – Ali 2010 januárjában már a visszavonuláson gondolkodott. Szerencsére a január folyamán visszanyerte lendületét és a hónap végén – címvédőként – a Welsh Open döntőjébe jutott. A címvédés végül nem sikerült, a mérkőzést John Higgins nyerte 9-4 arányban. Tavasszal a China Openen és a világbajnokságon is az elődöntőig jutott. Mindkét esetben a későbbi győztes – Mark Williams és Neil Robertson – búcsúztatta.  Carter az idényt a 4. helyen zárta, ez máig a legjobb szezon végi helyezése.
2010/11
2010 szeptemberében Dave Harold, Stuart Bingham, Matthew Stevens és Mark Selby legyőzésével bejutott a Shanghai Masters fináléjába. A skót Jamie Burnett elleni döntőt 10-7 arányban megnyerte és megszerezte pályafutása második (pontszerző) trófeáját. 2010 októberében Carter részt vett az első Power Snooker tornán, ahol az elődöntőig jutott. A 2011-es Welsh Open elődöntőjében megismétlődött az egy évvel korábbi döntő: Higgins és Carter kerültek szembe, a skót nyert. Carter tavasszal Championship League elődöntőt, majd China Open negyeddöntőt játszott. A világbajnokságon csak a második fordulóig jutott, itt Graeme Dott egy szoros mérkőzésen kiejtette.
2011/12
2011 nyarán a nem-pontszerző Wuxi Classic fináléjába került, itt azonban alulmaradt Mark Selbyvel szemben. A júliusi Wuxi-döntő után Carter komoly mélyrepülést élt át. A tornákon sorra az első, vagy a második körben esett ki. Miután a decemberi UK Championship második körében búcsúzni kényszerült, Ali egy Twitter üzenetben bejelentette idény végi visszavonulását. Később Carter kijelentette, hogy nyilatkozatát a pillanat hevében tette és a folytatást a betegsége fogja meghatározni. Egy hónappal a világbajnokság előtt tej- és lisztmentes diétára tért át, aminek köszönhetően rohamos formajavuláson esett át. A 2012-es China Openen már a negyeddöntőig jutott. A 2012-es világbajnokságon Carter végig remek formában játszott, Mark Davis, Judd Trump, Jamie Jones és Stephen Maguire legyőzésével döntőbe jutott. Az ellenfele az a Ronnie O’Sullivan volt, akit pályafutása során egyszer sem győzött le – és akivel már játszott világbajnoki döntőt 2008-ban. A mérkőzést ez alkalommal is a Rakéta nyerte, 18-11 arányban. Ám Carter idényét elnézve már a világbajnoki döntő is győzelemmel ért fel.

2012/13

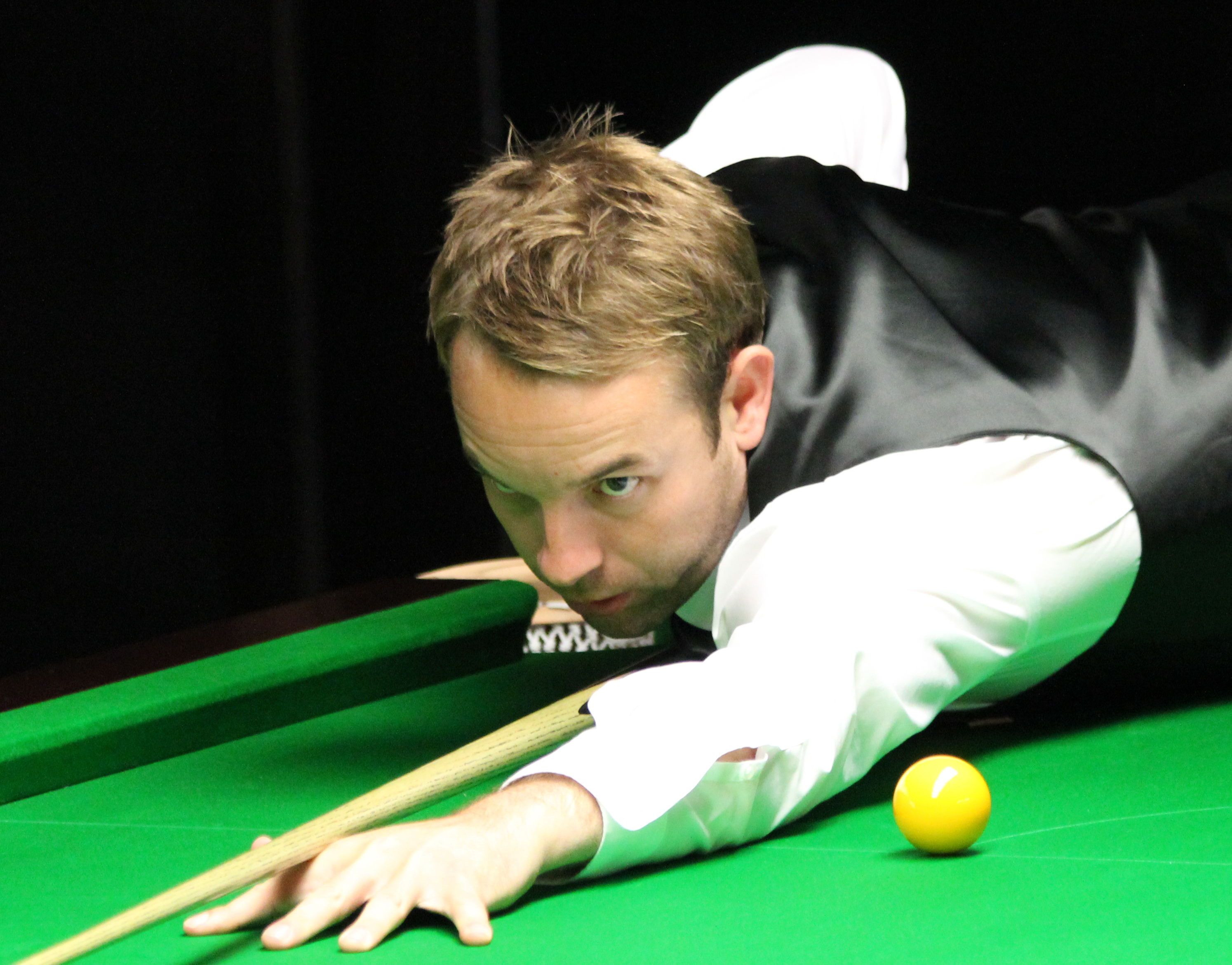
A 2012-es Paul Hunter Classic-on

Betegsége visszaszorításának és formája visszanyerésének köszönhetően Carter a folytatás mellett döntött, igaz a gyenge előző idény miatt kiszorult a legjobb 16-ból. A szezonkezdete rendkívül erősre sikerült, a PTC (Players Tour Championship) első és harmadik állomásán is negyeddöntőbe került, hasonlóan a European Tour harmadik állomásához (Antwerpen). 2012 szeptemberében a Shanghai Masters-en is a legjobb 8 közé jutott. Decemberben – 2008 után újra – a UK Championship elődöntőjébe került, ám Shaun Murphyvel szemben 9-8 arányban alulmaradt. 2013 februárjában Carter megnyerte harmadik pontszerző tornáját, a German Masters-t. Fraser Patrick, Anthony Hamilton, Michael Holt és Neil Robertson legyőzésével jutott a döntőbe, ahol 9-6 arányban múlta felül Marco Fu-t. 2013 tavaszán a Championship League döntőjébe került, ám alulmaradt Martin Goulddal szemben. A szezon végi összesítés után Carter ismét a legjobb 16 között találta magát.
2013/14
2013 júliusában a WPBSA bejelentette, hogy Carternél az orvosok hererákot diagnosztizáltak. 2013. július 2-án Cartert megműtötték, ezután kemoterápiára kellett járnia. Ali a terápiák után kijelentette, hogy folytatja pályafutását, sőt, már augusztusban visszatért a profi snookerhez a European Tour harmadik állomásán. A Fürth-ben megrendezett Paul Hunter Classic-on elődöntőbe került, ám itt Gerard Greene megállította. A novemberi Champion of Champions tornán negyeddöntőbe jutott. A szezon közepén átmenetileg kikerült a legjobb 16-ból, így 2006 óta először nem vett részt a Masters-en. 2014 áprilisában a China Open elődöntőjébe jutott, itt Neil Robertson búcsúztatta. A világbajnokságon a második fordulóban esett ki, ellenfele a későbbi győztes Mark Selby volt.
2014/15
2014. május 24-én, kevesebb mint egy évvel sikeres felépülése után a WPBSA bejelentette, hogy Carternél tüdőrákot állapítottak meg az orvosok. Ezután intenzív kemoterápiás kezelésen kellett részt vennie. Éppen csak kiheverve a kemoterápiás kezelés mellékhatásait, októberben részt vett nem-pontszerző General Cupon. A Hongkongban rendezett tornán eljutott a döntőig, ahol is 7-6 arányban legyőzte Shaun Murphy-t. Ugyancsak októberben, tekintettel Carter helyzetére a WPBSA az idény végéig rögzítette a játékost a ranglista 13. helyén, ezzel könnyítve a részvételét egyes tornákon. A 2014/15-ös snooker idényhez novemberben tért vissza, a UK Championship első fordulójában a közönség állva tapsolt a visszatérő Carternek. 2014 decemberében orvosai gyógyultnak nyilvánították. A tavaszi félszezon során részt vett a Masters-en, illetve több pontszerző tornán, köztük a German Masters-en, a Welsh Openen, az Indian Openen és a China Openen, de egy-két körnél tovább sehol sem jutott. A világbajnokságon a legjobb 16 között esett ki.
2015/16
A szezon kezdeti összesítés után Carter egészen a ranglista 29. helyéig esett vissza, így legfőbb célja az idényben az volt, hogy visszakerüljön a legjobb 16-ba. 2015 augusztusában megnyerte első kispontszerző versenyét, a Paul Hunter Classic-ot. A döntőben Shaun Murphy-t múlta felül 4-3 arányban. Az idény során rendre több selejtezőmérkőzést kellett játszania, mint a legjobb 16-on belülieknek, így bár legtöbbször eljutott a tornák fő szakaszába, de itt csak 1-2 fordulót ért meg. Legjobb eredménye két negyeddöntő volt a World Grand Prix-ről és a Players Championship nagydöntőjéről. A 2016-os világbajnokságon a selejtezőkből verekedte fel magát a legjobb 32 közé, ahol is nagy meglepetésre kiejtette a címvédő Stuart Binghamet. A legjobb 16 között azonban az elődöntőig jutó meglepetésember, Alan McManus búcsúztatta.
2016/17
A 2016/17-es idényt Carter továbbra is a 16-on kívül kezdte, ám remek formában. Júliusban megnyerte pályafutása negyedik pontszerző versenyét, a 2016-os World Opent. A döntőben Joe Perry-t múlta felül 10-8 arányban.

## Magánélet
Az essexi Chelmsfordban él, saját klubjában, a Chelmer-folyó partja melletti Rivermead Snooker Clubban gyakorol.
Carternél 2003-ban Crohn-betegséget diagnosztizáltak, melynek következtében szigorú étrendeket kell követnie.
Képzett pilóta, terve szerint a profi snooker abbahagyása után a repüléssel fog foglalkozni. Carter emellett hatalmas autóbolond.
2009. október 1-én született meg Carter és expárja, Sarah közös gyermeke, Max.
2013 nyarán Carternél az orvosok hererákot diagnosztizáltak. A snookervilágot sokkolta a hír, rengeteg játékos fejezte ki támogatását és kívánt gyors felépülést Alinak. 2013. július 2-án Cartert megműtötték, ezután kemoterápiára kellett járnia. Július 19-én Ali a Twitterén jelentette be, hogy a műtét és a terápia sikeres volt, és szeptemberben, a Shanghai Mastersen tér vissza a profi snookerhez. (Végül már augusztusban rajthoz állt a European Tour harmadik állomásán.)
2014. május 24-én, kevesebb mint egy évvel sikeres felépülése után a WPBSA bejelentette, hogy Carternél tüdőrákot állapítottak meg az orvosok. Ezután intenzív kemoterápiás kezelésen kellett részt vennie. A snookerélet nagyjai közül ismét rengetegen fejezték ki biztatásukat és támogatásukat, emellett a WPBSA elnöke, Jason Ferguson így nyilatkozott: "Ali a legerősebb snookerjátékos, akit ismerek. A napokban beszéltem vele és biztosíthatok mindenkit, hogy teljes erejével veti bele magát az előtte álló komoly harcba." A kezelések után már októberben visszatért a snookerasztalhoz, novemberben pedig már újra a hivatalos snookerbajnokság tornáin szerepelt. 2014 decemberében orvosai gyógyultnak nyilvánították.

## Képek
A képek a 2013-as German Masters-en készültek.

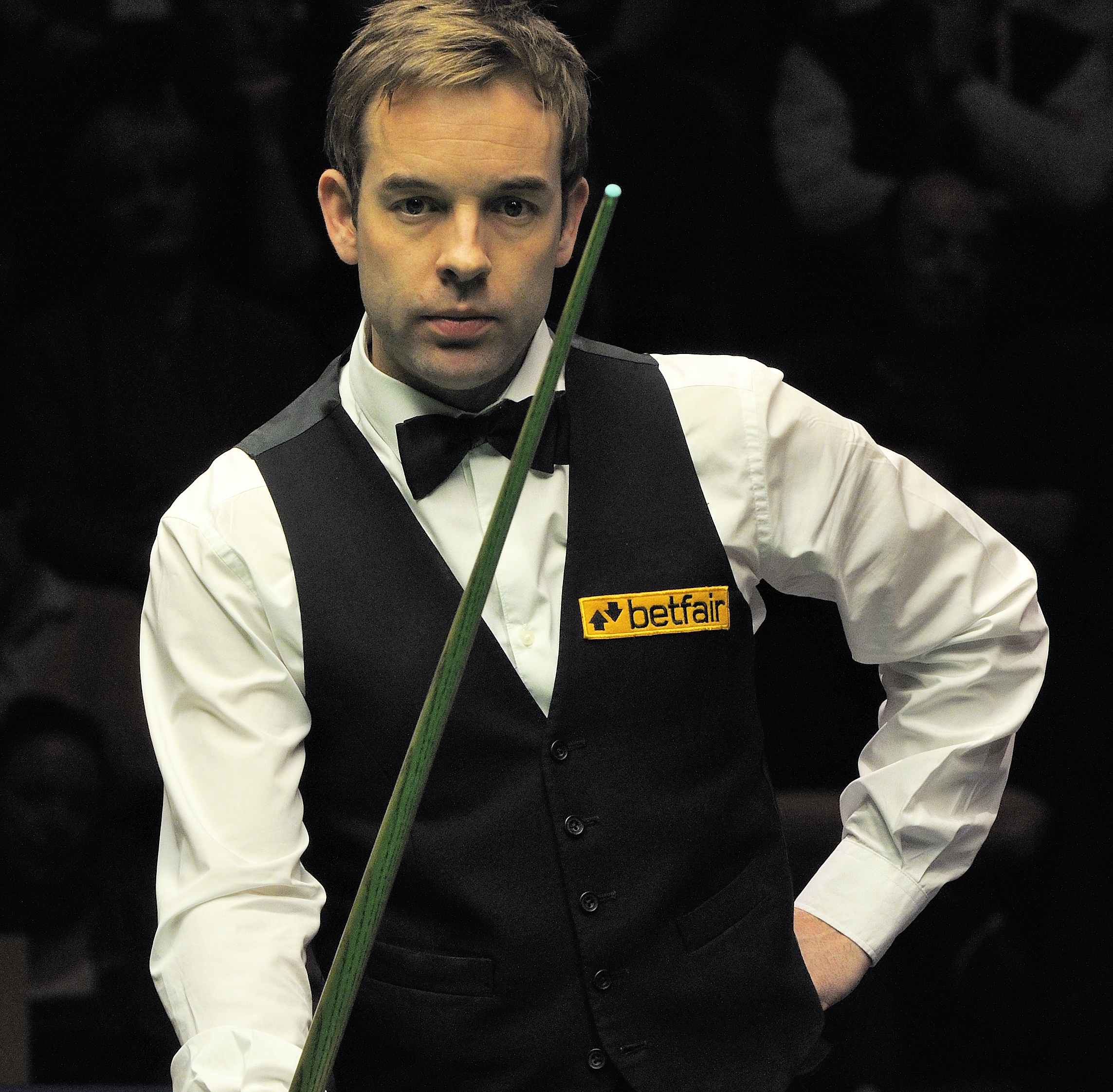
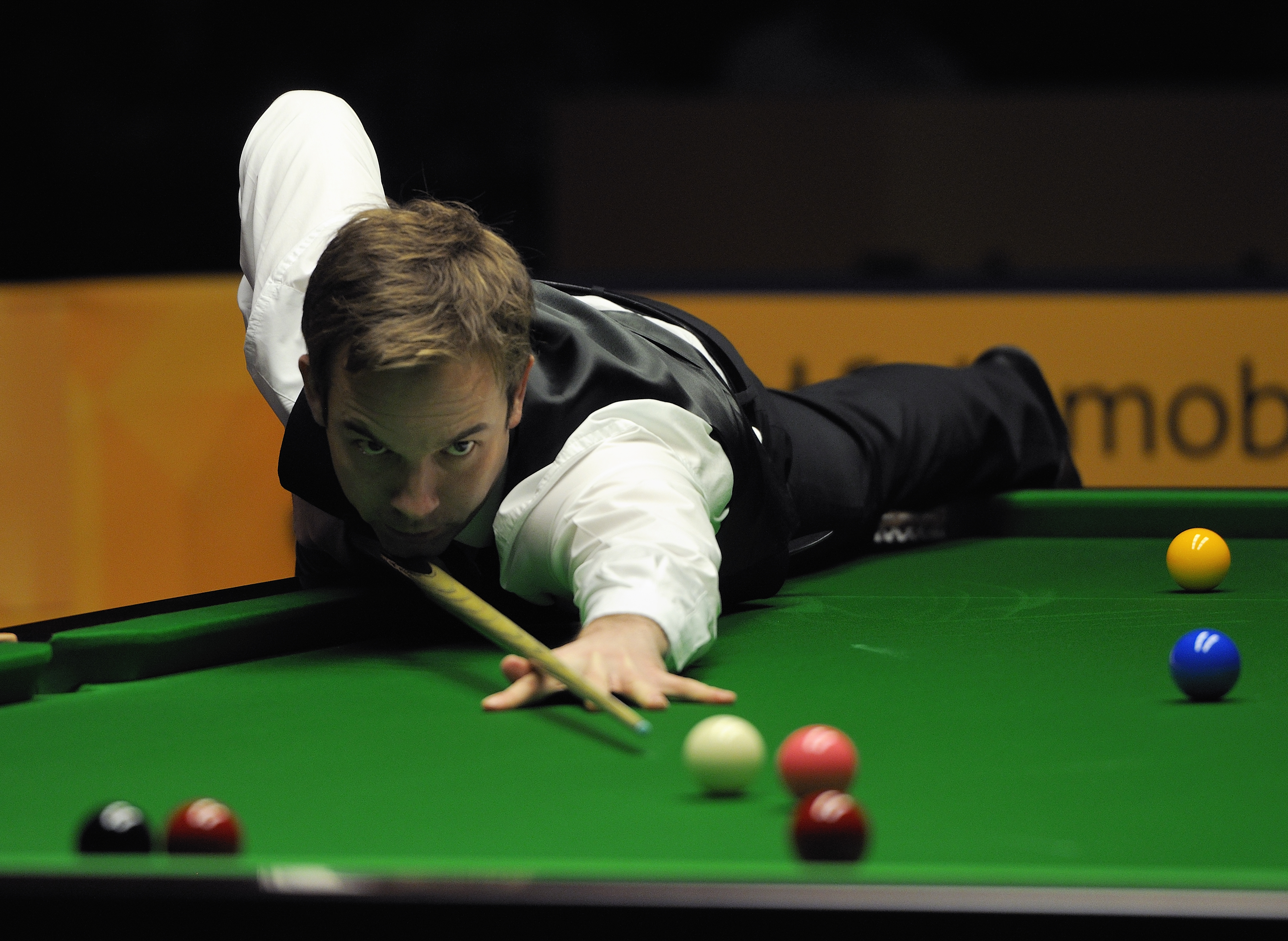
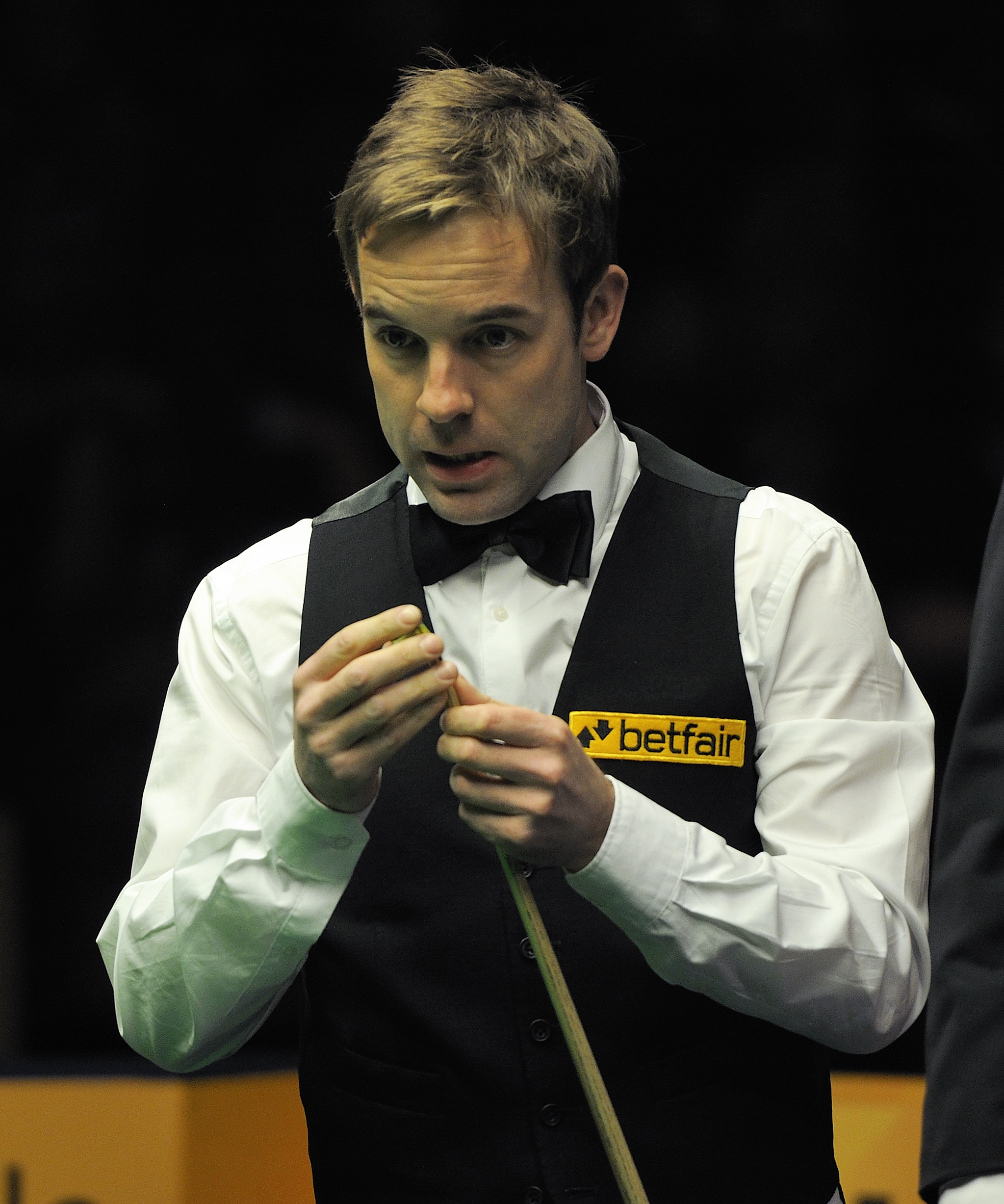
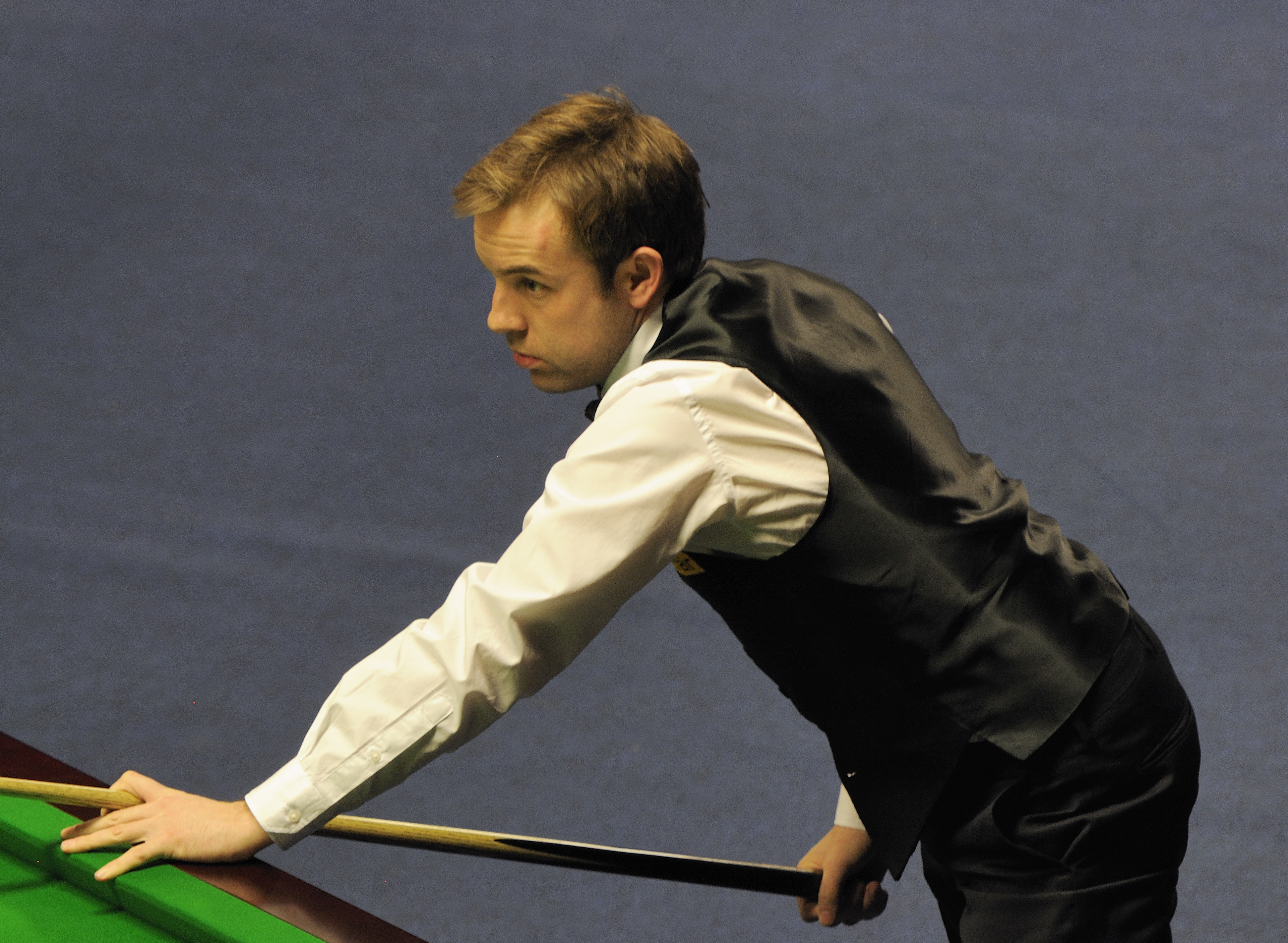
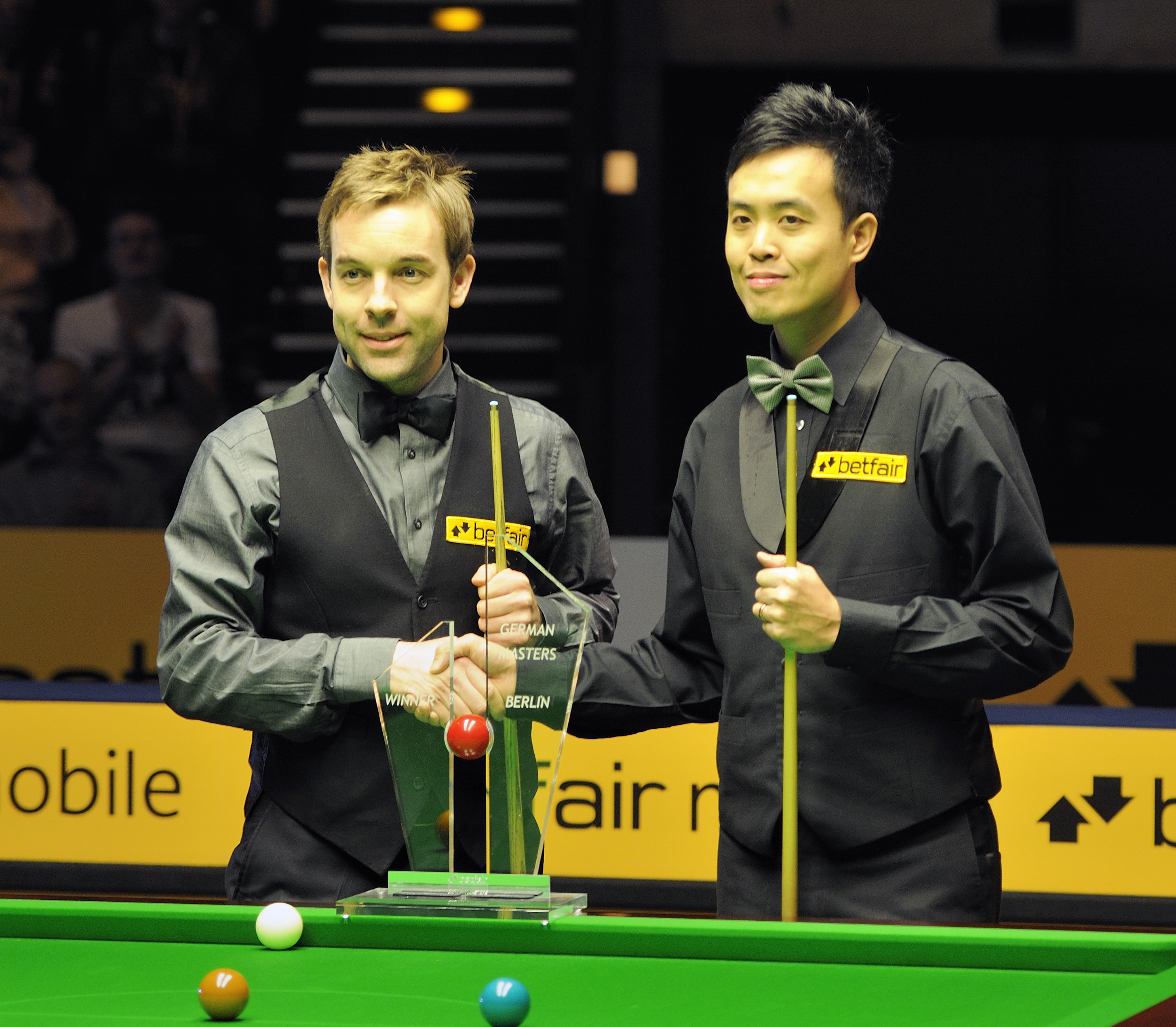
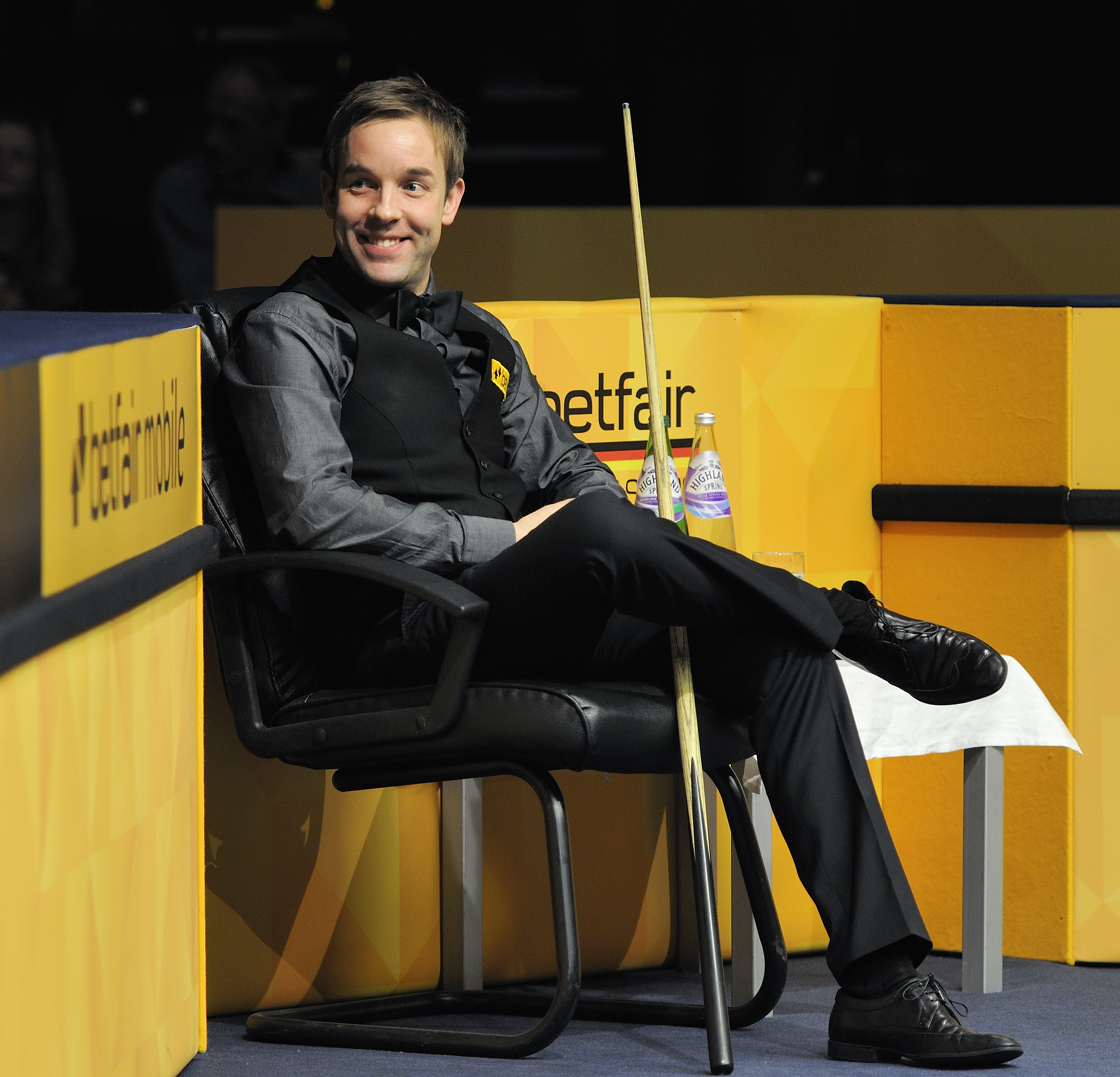
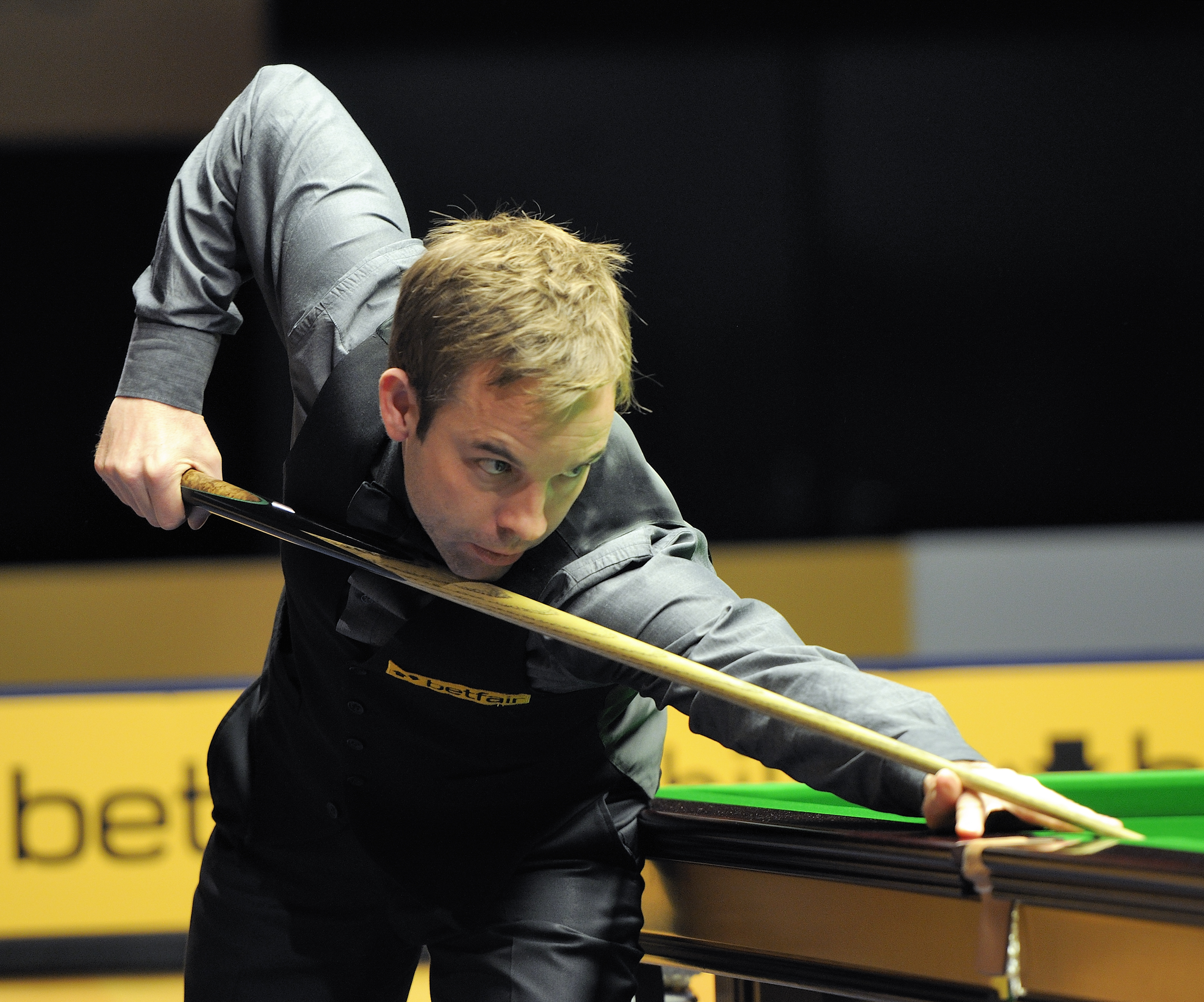
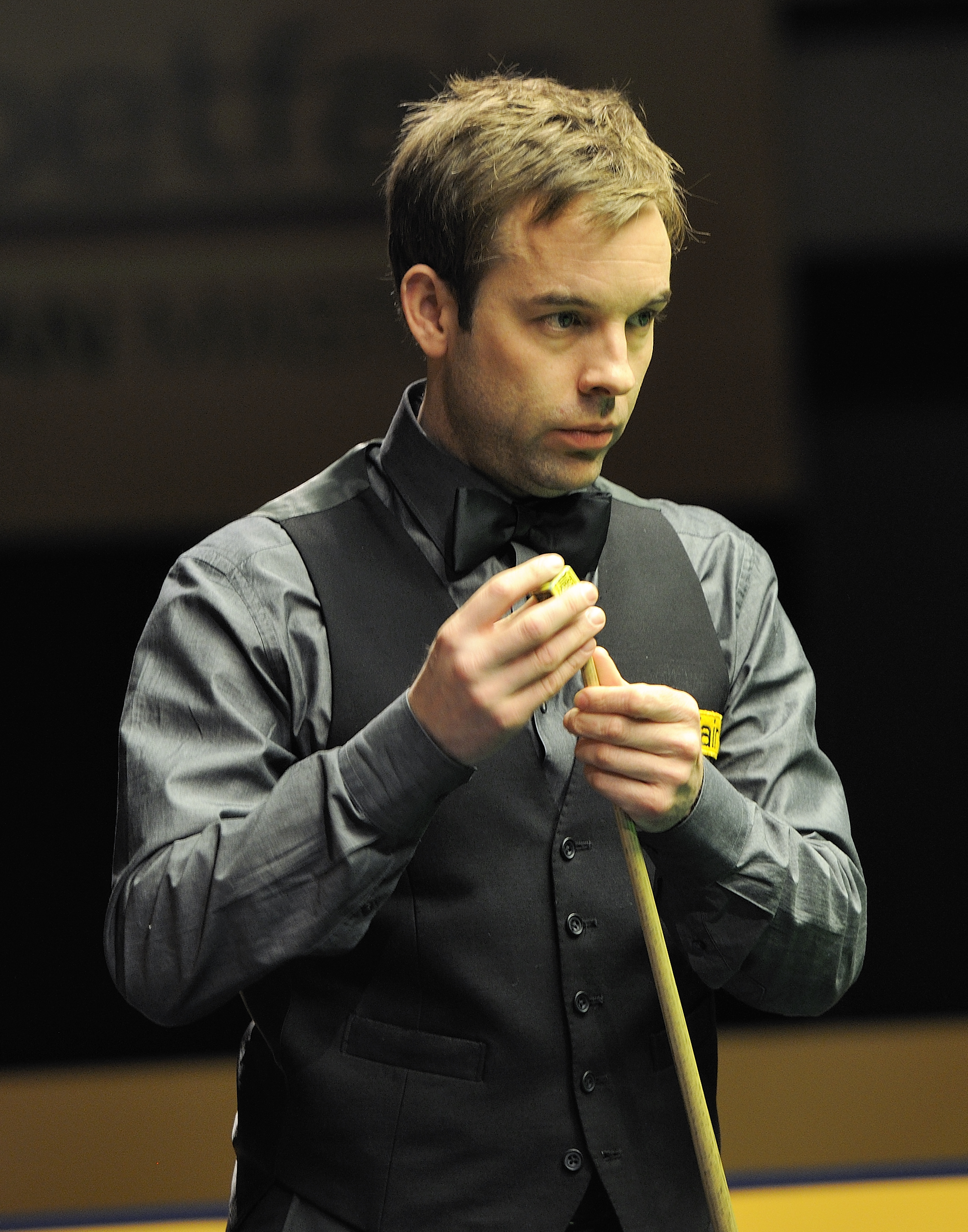
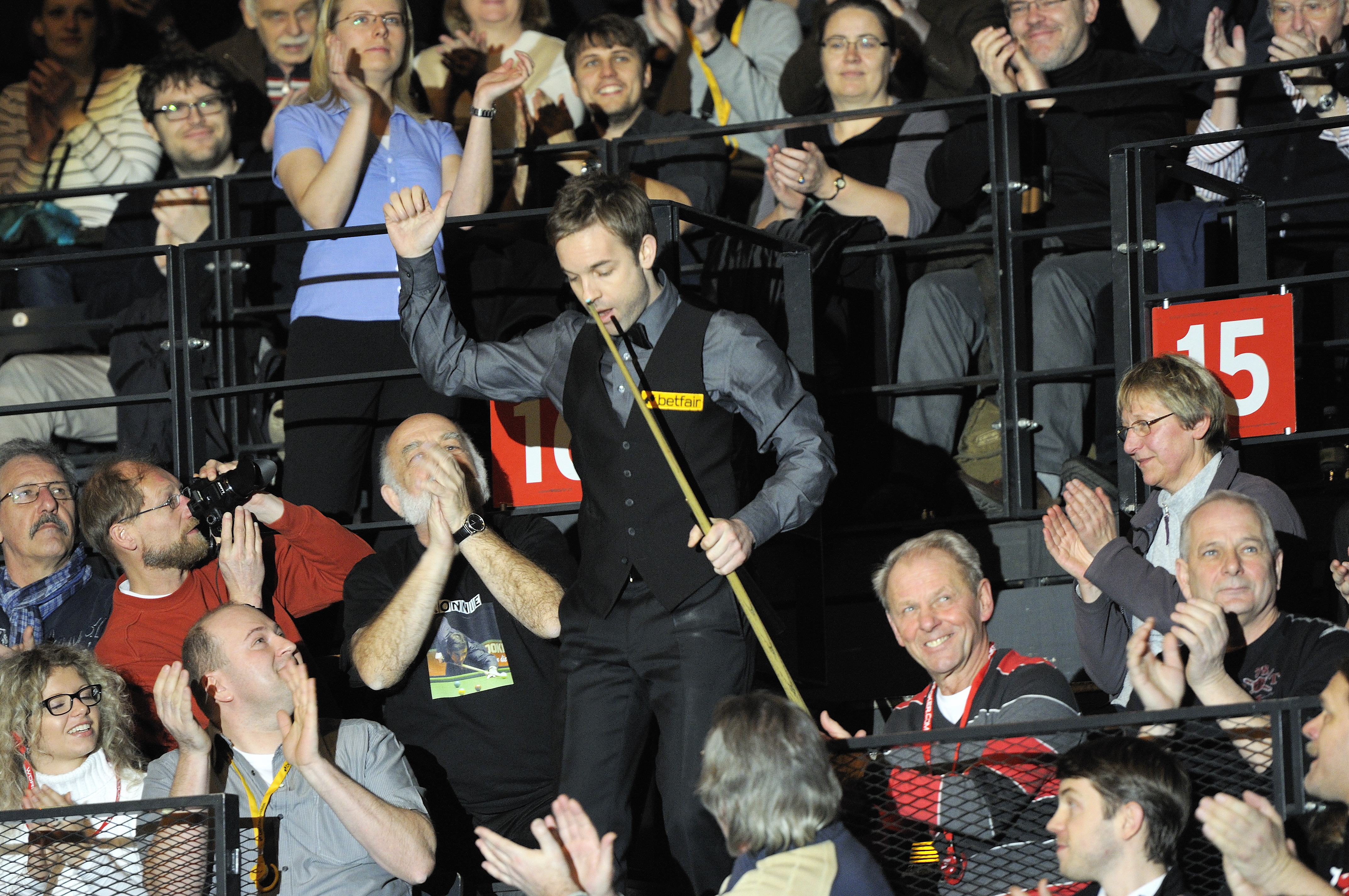
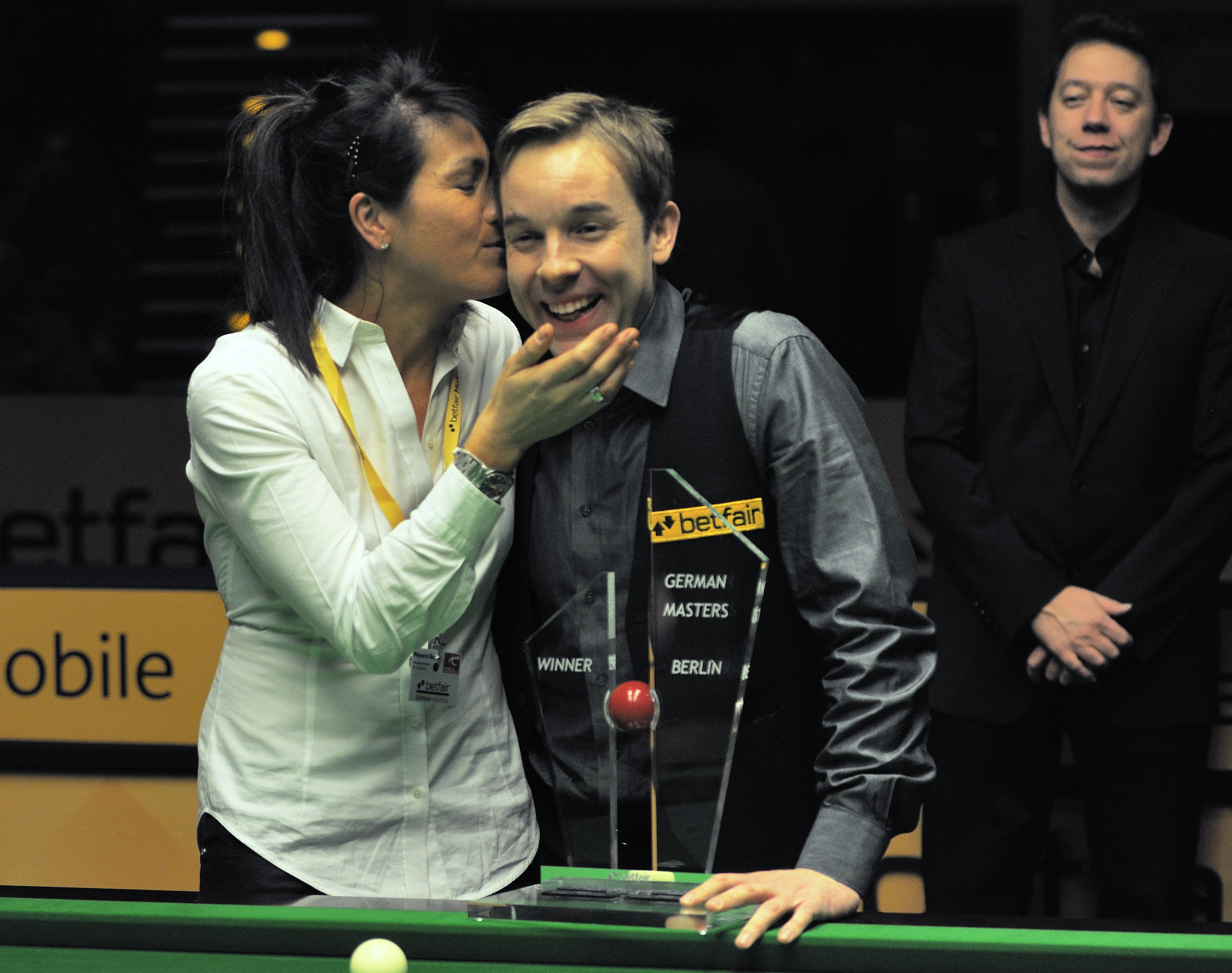
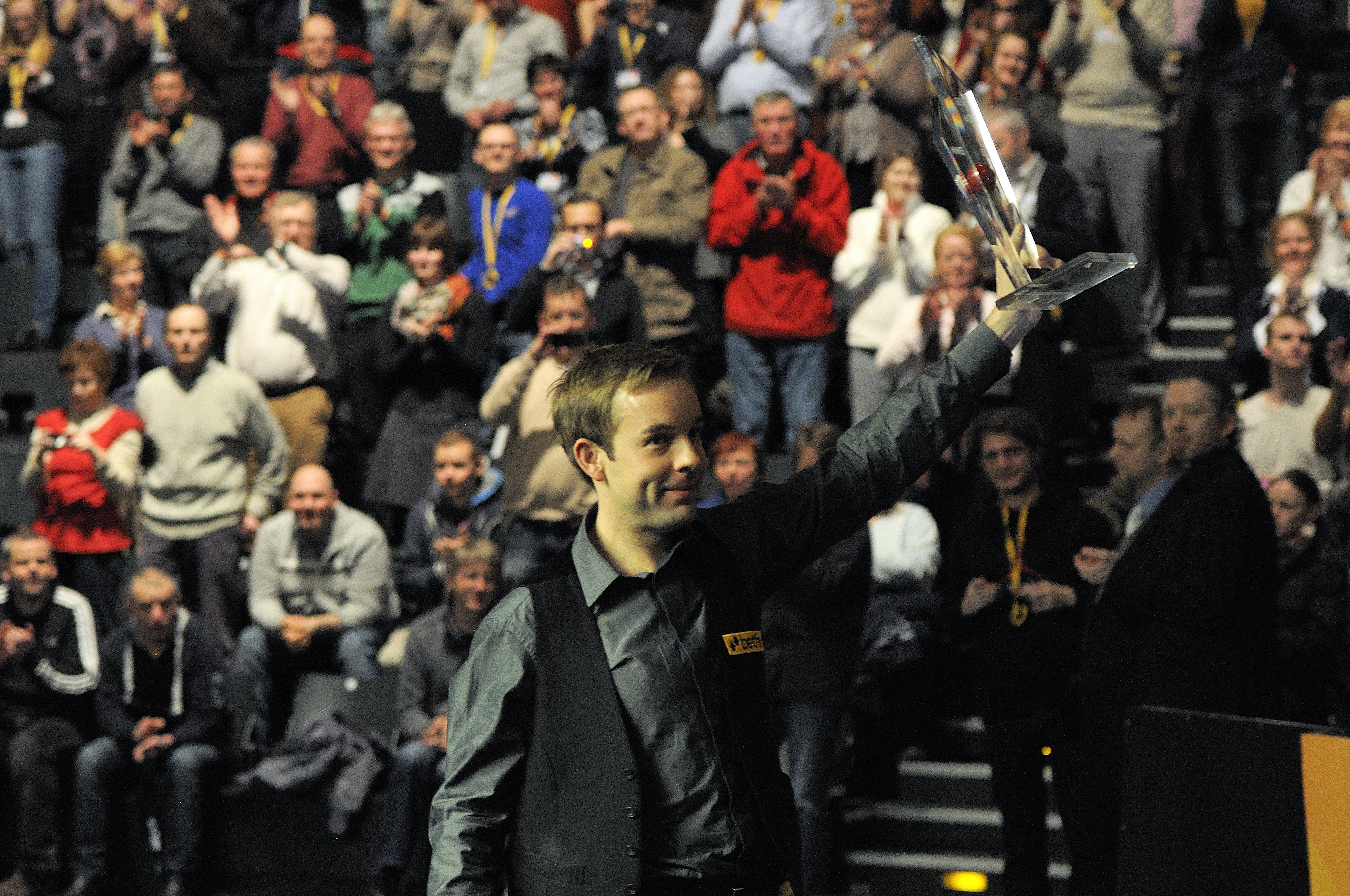
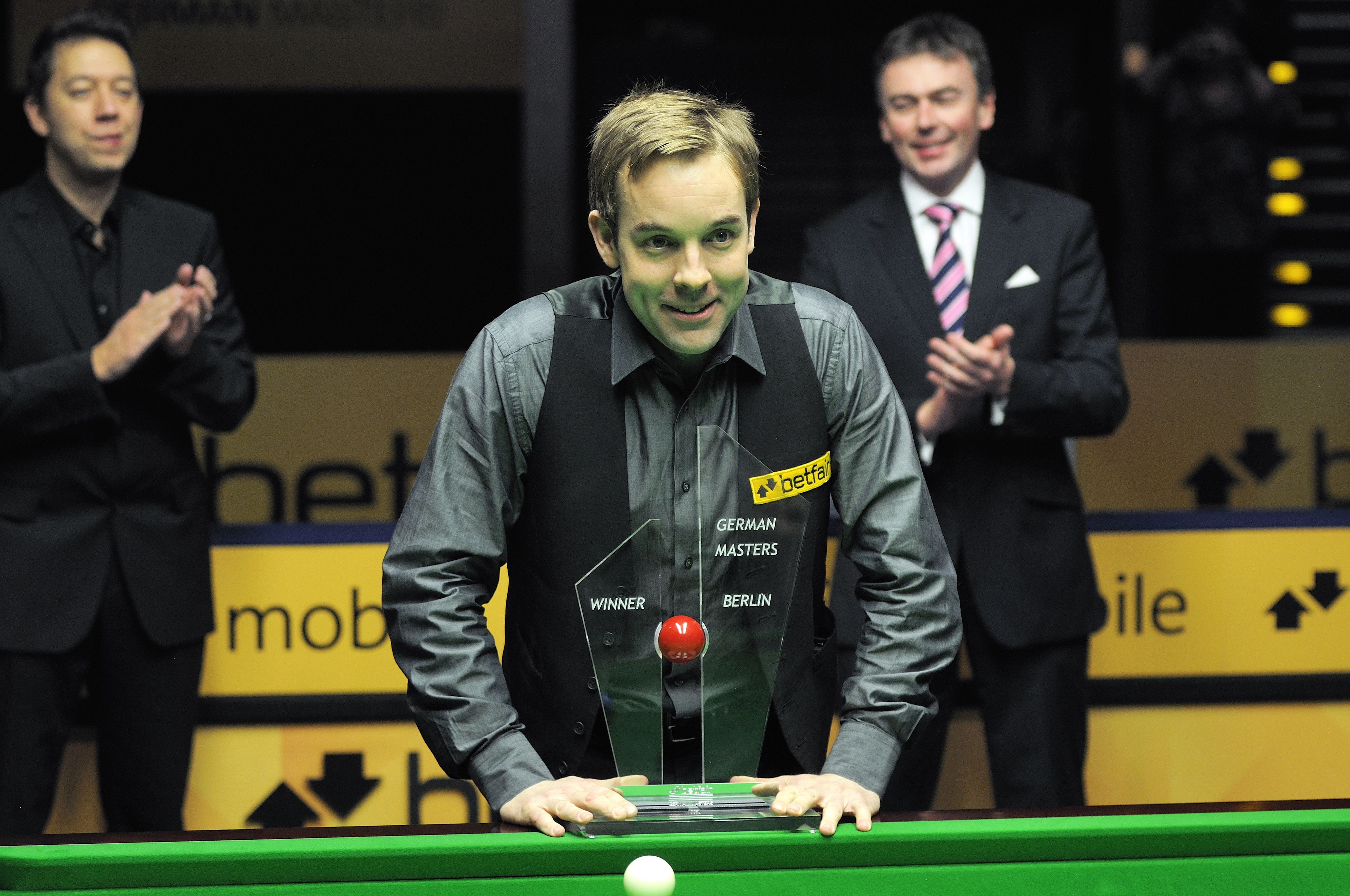

## Eredményei szezononként
| Helyezés a világranglistán       | RN                   | 286                  | 187                  | 142                  | 92                   | 61                   | 31                | 17                | 19                | 19                | 15                | 14                | 7                 | 5                 | 4                 | 6                 | 17                | 16                |                   |                   |                   |                   |                   |                   |                   |                   |                   |                   |                   |                   |                   |                   |                   |                   |                   |
| Pontszerző tornák                |                      |                      |                      |                      |                      |                      |                   |                   |                   |                   |                   |                   |                   |                   |                   |                   |                   |                   |                   |                   |                   |                   |                   |                   |                   |                   |                   |                   |                   |                   |                   |                   |                   |                   |                   |
| Wuxi Classic                     | Nem rendezték meg    | Nem rendezték meg    | Nem rendezték meg    | Nem rendezték meg    | Nem rendezték meg    | Nem rendezték meg    | Nem rendezték meg | Nem rendezték meg | Nem rendezték meg | Nem rendezték meg | Nem rendezték meg | Nem rendezték meg | Nem-pontszerző    | Nem-pontszerző    | Nem-pontszerző    | Nem-pontszerző    | 1R                | 3R                |                   |                   |                   |                   |                   |                   |                   |                   |                   |                   |                   |                   |                   |                   |                   |                   |                   |
| Australian Goldfields Open       | Nem rendezték meg    | Nem rendezték meg    | Nem rendezték meg    | Nem rendezték meg    | Nem rendezték meg    | Nem rendezték meg    | Nem rendezték meg | Nem rendezték meg | Nem rendezték meg | Nem rendezték meg | Nem rendezték meg | Nem rendezték meg | Nem rendezték meg | Nem rendezték meg | Nem rendezték meg | 1R                | 1R                | A                 |                   |                   |                   |                   |                   |                   |                   |                   |                   |                   |                   |                   |                   |                   |                   |                   |                   |
| Shanghai Masters                 | Nem rendezték meg    | Nem rendezték meg    | Nem rendezték meg    | Nem rendezték meg    | Nem rendezték meg    | Nem rendezték meg    | Nem rendezték meg | Nem rendezték meg | Nem rendezték meg | Nem rendezték meg | Nem rendezték meg | 1R                | 1R                | 2R                | W                 | 1R                | QF                | 1R                |                   |                   |                   |                   |                   |                   |                   |                   |                   |                   |                   |                   |                   |                   |                   |                   |                   |
| Indian Open                      | Nem rendezték meg    | Nem rendezték meg    | Nem rendezték meg    | Nem rendezték meg    | Nem rendezték meg    | Nem rendezték meg    | Nem rendezték meg | Nem rendezték meg | Nem rendezték meg | Nem rendezték meg | Nem rendezték meg | Nem rendezték meg | Nem rendezték meg | Nem rendezték meg | Nem rendezték meg | Nem rendezték meg | Nem rendezték meg | WD                |                   |                   |                   |                   |                   |                   |                   |                   |                   |                   |                   |                   |                   |                   |                   |                   |                   |
| International Championship       | Nem rendezték meg    | Nem rendezték meg    | Nem rendezték meg    | Nem rendezték meg    | Nem rendezték meg    | Nem rendezték meg    | Nem rendezték meg | Nem rendezték meg | Nem rendezték meg | Nem rendezték meg | Nem rendezték meg | Nem rendezték meg | Nem rendezték meg | Nem rendezték meg | Nem rendezték meg | Nem rendezték meg | 1R                | WD                |                   |                   |                   |                   |                   |                   |                   |                   |                   |                   |                   |                   |                   |                   |                   |                   |                   |
| UK Championship                  | LQ                   | A                    | LQ                   | 2R                   | 2R                   | 2R                   | 2R                | 3R                | QF                | QF                | 2R                | 1R                | SF                | QF                | 1R                | 2R                | SF                | 3R                |                   |                   |                   |                   |                   |                   |                   |                   |                   |                   |                   |                   |                   |                   |                   |                   |                   |
| German Masters                   | LQ                   | A                    | NP                   | Nem rendezték meg    | Nem rendezték meg    | Nem rendezték meg    | Nem rendezték meg | Nem rendezték meg | Nem rendezték meg | Nem rendezték meg | Nem rendezték meg | Nem rendezték meg | Nem rendezték meg | Nem rendezték meg | 2R                | 1R                | W                 | 1R                |                   |                   |                   |                   |                   |                   |                   |                   |                   |                   |                   |                   |                   |                   |                   |                   |                   |
| Welsh Open                       | LQ                   | A                    | 1R                   | LQ                   | LQ                   | 1R                   | 1R                | 1R                | 3R                | 1R                | QF                | QF                | W                 | F                 | SF                | 1R                | LQ                | 4R                |                   |                   |                   |                   |                   |                   |                   |                   |                   |                   |                   |                   |                   |                   |                   |                   |                   |
| World Open                       | LQ                   | A                    | LQ                   | SF                   | LQ                   | 1R                   | 1R                | QF                | 2R                | 1R                | RR                | 2R                | SF                | 1R                | 1R                | WD                | WD                | 2R                |                   |                   |                   |                   |                   |                   |                   |                   |                   |                   |                   |                   |                   |                   |                   |                   |                   |
| Players Championship Grand Final | Nem rendezték meg    | Nem rendezték meg    | Nem rendezték meg    | Nem rendezték meg    | Nem rendezték meg    | Nem rendezték meg    | Nem rendezték meg | Nem rendezték meg | Nem rendezték meg | Nem rendezték meg | Nem rendezték meg | Nem rendezték meg | Nem rendezték meg | Nem rendezték meg | DNQ               | DNQ               | 2R                | DNQ               |                   |                   |                   |                   |                   |                   |                   |                   |                   |                   |                   |                   |                   |                   |                   |                   |                   |
| China Open                       | N.r.m.               | NP                   | LQ                   | LQ                   | LQ                   | 1R                   | N.r.m.            | N.r.m.            | 1R                | LQ                | 2R                | 2R                | 2R                | SF                | QF                | QF                | 2R                | SF                |                   |                   |                   |                   |                   |                   |                   |                   |                   |                   |                   |                   |                   |                   |                   |                   |                   |
| Világbajnokság                   | LQ                   | LQ                   | LQ                   | LQ                   | LQ                   | LQ                   | 1R                | 1R                | 2R                | 1R                | QF                | F                 | 2R                | SF                | 2R                | F                 | 2R                | 2R                |                   |                   |                   |                   |                   |                   |                   |                   |                   |                   |                   |                   |                   |                   |                   |                   |                   |
| Nem-pontszerző tornák            |                      |                      |                      |                      |                      |                      |                   |                   |                   |                   |                   |                   |                   |                   |                   |                   |                   |                   |                   |                   |                   |                   |                   |                   |                   |                   |                   |                   |                   |                   |                   |                   |                   |                   |                   |
| Champion of Champions            | Nem rendezték meg    | Nem rendezték meg    | Nem rendezték meg    | Nem rendezték meg    | Nem rendezték meg    | Nem rendezték meg    | Nem rendezték meg | Nem rendezték meg | Nem rendezték meg | Nem rendezték meg | Nem rendezték meg | Nem rendezték meg | Nem rendezték meg | Nem rendezték meg | Nem rendezték meg | Nem rendezték meg | Nem rendezték meg | QF                |                   |                   |                   |                   |                   |                   |                   |                   |                   |                   |                   |                   |                   |                   |                   |                   |                   |
| Masters                          | LQ                   | LQ                   | LQ                   | 1R                   | LQ                   | LQ                   | LQ                | LQ                | A                 | LQ                | 1R                | 1R                | QF                | 1R                | 1R                | 1R                | 1R                | A                 |                   |                   |                   |                   |                   |                   |                   |                   |                   |                   |                   |                   |                   |                   |                   |                   |                   |
| Championship League              | Nem rendezték meg    | Nem rendezték meg    | Nem rendezték meg    | Nem rendezték meg    | Nem rendezték meg    | Nem rendezték meg    | Nem rendezték meg | Nem rendezték meg | Nem rendezték meg | Nem rendezték meg | Nem rendezték meg | RR                | RR                | RR                | SF                | RR                | F                 | RR                |                   |                   |                   |                   |                   |                   |                   |                   |                   |                   |                   |                   |                   |                   |                   |                   |                   |
| Egyéb tornák                     |                      |                      |                      |                      |                      |                      |                   |                   |                   |                   |                   |                   |                   |                   |                   |                   |                   |                   |                   |                   |                   |                   |                   |                   |                   |                   |                   |                   |                   |                   |                   |                   |                   |                   |                   |
| Shoot-Out                        | Nem rendezték meg    | Nem rendezték meg    | Nem rendezték meg    | Nem rendezték meg    | Nem rendezték meg    | Nem rendezték meg    | Nem rendezték meg | Nem rendezték meg | Nem rendezték meg | Nem rendezték meg | Nem rendezték meg | Nem rendezték meg | Nem rendezték meg | Nem rendezték meg | 2R                | 1R                | 1R                | 3R                |                   |                   |                   |                   |                   |                   |                   |                   |                   |                   |                   |                   |                   |                   |                   |                   |                   |
| Korábbi pontszerző tornák        |                      |                      |                      |                      |                      |                      |                   |                   |                   |                   |                   |                   |                   |                   |                   |                   |                   |                   |                   |                   |                   |                   |                   |                   |                   |                   |                   |                   |                   |                   |                   |                   |                   |                   |                   |
| Dubai Classic                    | LQ                   | Nem rendezték meg    | Nem rendezték meg    | Nem rendezték meg    | Nem rendezték meg    | Nem rendezték meg    | Nem rendezték meg | Nem rendezték meg | Nem rendezték meg | Nem rendezték meg | Nem rendezték meg | Nem rendezték meg | Nem rendezték meg | Nem rendezték meg | Nem rendezték meg | Nem rendezték meg | Nem rendezték meg | Nem rendezték meg | Nem rendezték meg | Nem rendezték meg | Nem rendezték meg | Nem rendezték meg | Nem rendezték meg | Nem rendezték meg | Nem rendezték meg | Nem rendezték meg | Nem rendezték meg | Nem rendezték meg | Nem rendezték meg | Nem rendezték meg | Nem rendezték meg |                   |                   |                   |                   |
| Malta Grand Prix                 | Nem pont-sze.        | Nem pont-sze.        | Nem pont-sze.        | LQ                   | NP                   | Nem rendezték meg    | Nem rendezték meg | Nem rendezték meg | Nem rendezték meg | Nem rendezték meg | Nem rendezték meg | Nem rendezték meg | Nem rendezték meg | Nem rendezték meg | Nem rendezték meg | Nem rendezték meg | Nem rendezték meg | Nem rendezték meg | Nem rendezték meg | Nem rendezték meg | Nem rendezték meg | Nem rendezték meg | Nem rendezték meg | Nem rendezték meg | Nem rendezték meg | Nem rendezték meg | Nem rendezték meg | Nem rendezték meg | Nem rendezték meg | Nem rendezték meg | Nem rendezték meg | Nem rendezték meg | Nem rendezték meg | Nem rendezték meg | Nem rendezték meg |
| Thailand Masters                 | LQ                   | A                    | LQ                   | LQ                   | LQ                   | LQ                   | NP                | N.r.m.            | N.r.m.            | N.r.m.            | NP                | Nem rendezték meg | Nem rendezték meg | Nem rendezték meg | Nem rendezték meg | Nem rendezték meg | Nem rendezték meg | Nem rendezték meg | Nem rendezték meg | Nem rendezték meg | Nem rendezték meg | Nem rendezték meg | Nem rendezték meg | Nem rendezték meg | Nem rendezték meg | Nem rendezték meg | Nem rendezték meg | Nem rendezték meg | Nem rendezték meg | Nem rendezték meg | Nem rendezték meg |                   |                   |                   |                   |
| Scottish Open                    | LQ                   | A                    | LQ                   | 4R                   | 3R                   | 3R                   | QF                | 2R                | Nem rendezték meg | Nem rendezték meg | Nem rendezték meg | Nem rendezték meg | Nem rendezték meg | Nem rendezték meg | Nem rendezték meg | Nem rendezték meg | MR                | N.r.m.            |                   |                   |                   |                   |                   |                   |                   |                   |                   |                   |                   |                   |                   |                   |                   |                   |                   |
| British Open                     | LQ                   | A                    | LQ                   | 1R                   | LQ                   | QF                   | QF                | 1R                | 3R                | Nem rendezték meg | Nem rendezték meg | Nem rendezték meg | Nem rendezték meg | Nem rendezték meg | Nem rendezték meg | Nem rendezték meg | Nem rendezték meg | Nem rendezték meg | Nem rendezték meg | Nem rendezték meg | Nem rendezték meg | Nem rendezték meg | Nem rendezték meg | Nem rendezték meg | Nem rendezték meg | Nem rendezték meg | Nem rendezték meg | Nem rendezték meg | Nem rendezték meg |                   |                   |                   |                   |                   |                   |
| Irish Masters                    | Nem pontszerző torna | Nem pontszerző torna | Nem pontszerző torna | Nem pontszerző torna | Nem pontszerző torna | Nem pontszerző torna | 2R                | LQ                | LQ                | N.r.m.            | NP                | Nem rendezték meg | Nem rendezték meg | Nem rendezték meg | Nem rendezték meg | Nem rendezték meg | Nem rendezték meg | Nem rendezték meg | Nem rendezték meg | Nem rendezték meg | Nem rendezték meg | Nem rendezték meg | Nem rendezték meg | Nem rendezték meg | Nem rendezték meg | Nem rendezték meg | Nem rendezték meg | Nem rendezték meg | Nem rendezték meg | Nem rendezték meg | Nem rendezték meg |                   |                   |                   |                   |
| Malta Cup                        | LQ                   | N.r.m.               | LQ                   | N.r.m.               | N.r.m.               | LQ                   | LQ                | LQ                | LQ                | 1R                | SF                | NP                | Nem rendezték meg | Nem rendezték meg | Nem rendezték meg | Nem rendezték meg | Nem rendezték meg | Nem rendezték meg | Nem rendezték meg | Nem rendezték meg | Nem rendezték meg | Nem rendezték meg | Nem rendezték meg | Nem rendezték meg | Nem rendezték meg | Nem rendezték meg | Nem rendezték meg | Nem rendezték meg | Nem rendezték meg | Nem rendezték meg | Nem rendezték meg | Nem rendezték meg |                   |                   |                   |
| Northern Ireland Trophy          | Nem rendezték meg    | Nem rendezték meg    | Nem rendezték meg    | Nem rendezték meg    | Nem rendezték meg    | Nem rendezték meg    | Nem rendezték meg | Nem rendezték meg | Nem rendezték meg | NP                | 2R                | 3R                | SF                | Nem rendezték meg | Nem rendezték meg | Nem rendezték meg | Nem rendezték meg | Nem rendezték meg | Nem rendezték meg | Nem rendezték meg | Nem rendezték meg | Nem rendezték meg | Nem rendezték meg | Nem rendezték meg | Nem rendezték meg | Nem rendezték meg | Nem rendezték meg | Nem rendezték meg | Nem rendezték meg | Nem rendezték meg | Nem rendezték meg | Nem rendezték meg | Nem rendezték meg |                   |                   |
| Bahrain Championship             | Nem rendezték meg    | Nem rendezték meg    | Nem rendezték meg    | Nem rendezték meg    | Nem rendezték meg    | Nem rendezték meg    | Nem rendezték meg | Nem rendezték meg | Nem rendezték meg | Nem rendezték meg | Nem rendezték meg | Nem rendezték meg | 1R                | Nem rendezték meg | Nem rendezték meg | Nem rendezték meg | Nem rendezték meg | Nem rendezték meg | Nem rendezték meg | Nem rendezték meg | Nem rendezték meg | Nem rendezték meg | Nem rendezték meg | Nem rendezték meg | Nem rendezték meg | Nem rendezték meg | Nem rendezték meg | Nem rendezték meg | Nem rendezték meg | Nem rendezték meg | Nem rendezték meg | Nem rendezték meg | Nem rendezték meg |                   |                   |
| Korábbi nem-pontszerző tornák    |                      |                      |                      |                      |                      |                      |                   |                   |                   |                   |                   |                   |                   |                   |                   |                   |                   |                   |                   |                   |                   |                   |                   |                   |                   |                   |                   |                   |                   |                   |                   |                   |                   |                   |                   |
| Premier League                   | A                    | A                    | A                    | A                    | A                    | A                    | A                 | A                 | A                 | A                 | A                 | A                 | A                 | A                 | A                 | RR                | A                 | N.r.m.            |                   |                   |                   |                   |                   |                   |                   |                   |                   |                   |                   |                   |                   |                   |                   |                   |                   |

| Jelmagyarázat | Jelmagyarázat                         | Jelmagyarázat | Jelmagyarázat                                        | Jelmagyarázat | Jelmagyarázat           |
| ------------- | ------------------------------------- | ------------- | ---------------------------------------------------- | ------------- | ----------------------- |
| LQ            | kiesett a kvalifikációs szakasz során | #R            | a torna korai szakaszában esett ki (RR = csoportkör) | QF            | negyeddöntős            |
| SF            | elődöntős                             | F             | döntős                                               | W             | győztes                 |
| DNQ           | nem kvalifikálta magát a tornára      | A             | nem vett részt a tornán                              | WD            | visszalépett a tornától |

| N.r.m. / Nem rendezték meg | N.r.m. / Nem rendezték meg | N.r.m. / Nem rendezték meg | N.r.m. / Nem rendezték meg | A torna nem került megrendezésre.                  |
| NP / Nem-pontszerző        | NP / Nem-pontszerző        | NP / Nem-pontszerző        | NP / Nem-pontszerző        | A torna nem volt pontszerző, vagy jelenleg nem az. |
| MR                         | MR                         | MR                         | MR                         | Minor-pontszerző torna.                            |

1. ↑  A 2010/2011 idénytől kezdve az adatok az idénykezdeti állapotot mutatják
2. ↑  A Main Tour új játékosai nem kapnak helyezést
3. ↑  A tornát Jiangsu Classic-nak hívták a 2008/2009-es és a 2009/2010-es szezonban
4. ↑  A tornát German Opennek hívták az 1995/1996-os és az 1997/1998-as szezonok között
5. ↑  A tornát Grand Prixnak hívták az 1996/1997-es és a 2000/2001-es szezonok között, valamint a 2004/2005-ös és a 2009/2010-es szezonok között, ezenkívül LG Cupnak nevezték a 2001/2002-es és a 2003/2004-es szezonok között.
6. ↑  A tornát Players Tour Championship Grand Finals-nak nevezték a 2010/2011-es és a 2012/2013-as szezonok között
7. ↑  A tornát China Internationalnek nevezték az 1998/1999-es szezonban
8. ↑  A tornát Asian Classic-nak hívták az 1996/1997-es szezonban
9. ↑  A tornát International Opennek nevezték az 1996/1997-es és az 1997/1998-as szezonok között és Players Championshipnek a 2003/2004-es szezonban
10. ↑  A tornát European Opennek hívták az 1996/1997-es idényben, a 2001/2002-es és a 2003/2004-es szezonok között, és Irish Opennek az 1998/1999-es szezonban
11. ↑  A tornát European League-nek hívták az 1996/1997-es szezonban

## Döntők

### Pontszerző torna döntők: 7 (4 győzelem, 3 vereség)

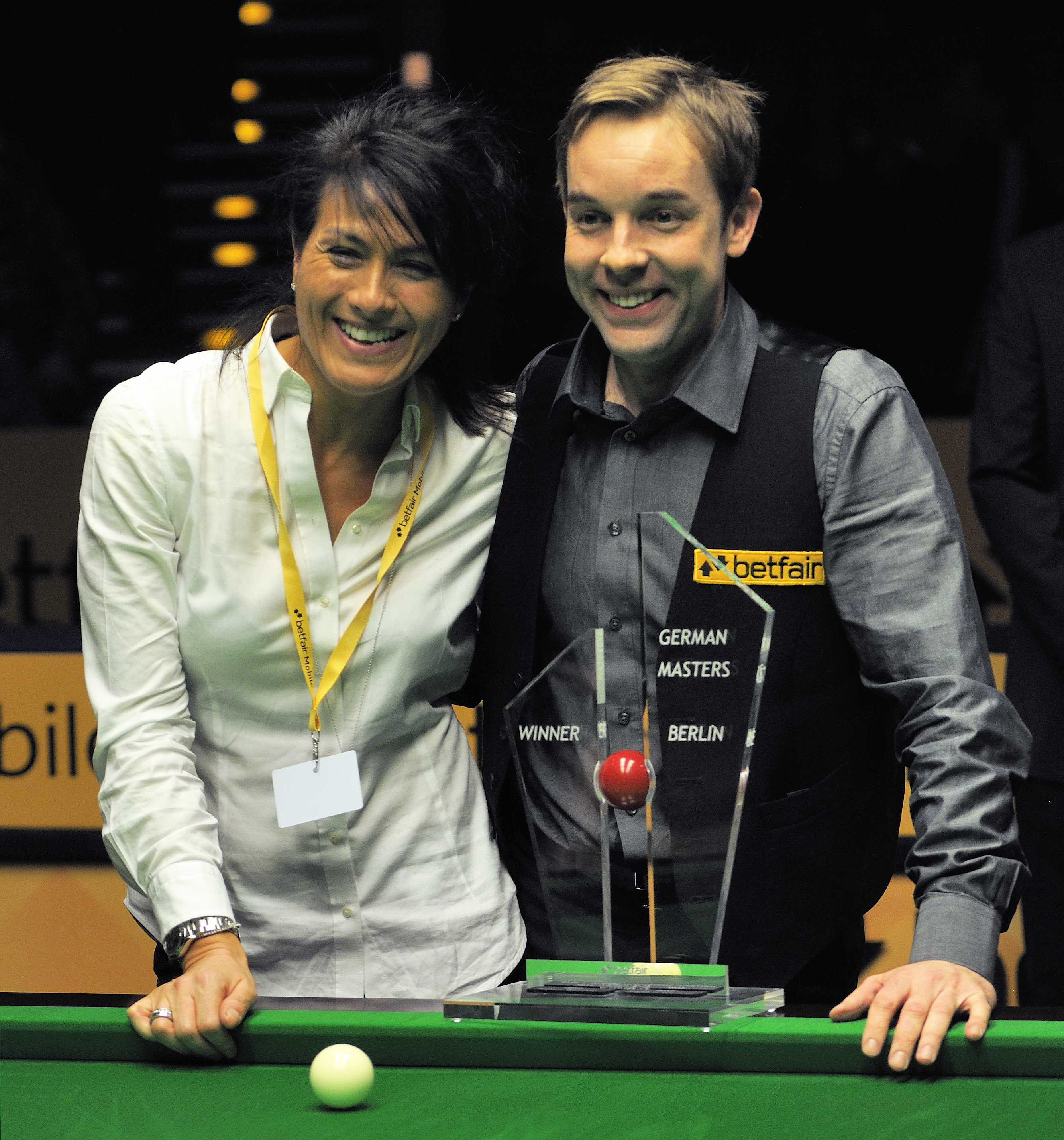
Carter és párja a German Masters trófeájával (2013)

| Kimenetel | Év | Torna | Ellenfél | Eredmény |
| --------- | --- | --- | --- | --- |
| Vereség   | 2008 | Világbajnokság | Ronnie O’Sullivan | 18-8 |
| Framek:   | 81(38)-56; 127(88)-0; 99(99)-0; 0-104(104); 86(74)-4; 62-76; 65-18; 73(47)-0; 78(78)-0; 36-60; 86(86)-4; 28-93(76); 45-80(80); 123(86)-0; 77(57)-32; 110(106)-5; 66(52)-48(40); 74(45)-0; 25-64(46); 85(71)-0; 0-84(84); 58(39)-42; 4-89(71); 68(44)-39; 75(69)-32; 61-16 | 81(38)-56; 127(88)-0; 99(99)-0; 0-104(104); 86(74)-4; 62-76; 65-18; 73(47)-0; 78(78)-0; 36-60; 86(86)-4; 28-93(76); 45-80(80); 123(86)-0; 77(57)-32; 110(106)-5; 66(52)-48(40); 74(45)-0; 25-64(46); 85(71)-0; 0-84(84); 58(39)-42; 4-89(71); 68(44)-39; 75(69)-32; 61-16 | 81(38)-56; 127(88)-0; 99(99)-0; 0-104(104); 86(74)-4; 62-76; 65-18; 73(47)-0; 78(78)-0; 36-60; 86(86)-4; 28-93(76); 45-80(80); 123(86)-0; 77(57)-32; 110(106)-5; 66(52)-48(40); 74(45)-0; 25-64(46); 85(71)-0; 0-84(84); 58(39)-42; 4-89(71); 68(44)-39; 75(69)-32; 61-16 | 81(38)-56; 127(88)-0; 99(99)-0; 0-104(104); 86(74)-4; 62-76; 65-18; 73(47)-0; 78(78)-0; 36-60; 86(86)-4; 28-93(76); 45-80(80); 123(86)-0; 77(57)-32; 110(106)-5; 66(52)-48(40); 74(45)-0; 25-64(46); 85(71)-0; 0-84(84); 58(39)-42; 4-89(71); 68(44)-39; 75(69)-32; 61-16 |
| Győzelem  | 2009 | Welsh Open | Joe Swail | 9–5 |
| Framek:   | 9-81(40); 90(89)-0; 55(41)-44; 10-103(43,60); 16-83(49); 49-63(43); 18-66(40); 78(54)-0; 120(116)-0; 141(109)-0; 72(61)-1; 91(91)-16; 73(67)-0; 65-54 | 9-81(40); 90(89)-0; 55(41)-44; 10-103(43,60); 16-83(49); 49-63(43); 18-66(40); 78(54)-0; 120(116)-0; 141(109)-0; 72(61)-1; 91(91)-16; 73(67)-0; 65-54 | 9-81(40); 90(89)-0; 55(41)-44; 10-103(43,60); 16-83(49); 49-63(43); 18-66(40); 78(54)-0; 120(116)-0; 141(109)-0; 72(61)-1; 91(91)-16; 73(67)-0; 65-54 | 9-81(40); 90(89)-0; 55(41)-44; 10-103(43,60); 16-83(49); 49-63(43); 18-66(40); 78(54)-0; 120(116)-0; 141(109)-0; 72(61)-1; 91(91)-16; 73(67)-0; 65-54 |
| Vereség   | 2010 | Welsh Open | John Higgins | 4–9 |
| Framek:   | 128(95)-0; 101(101)-1; 78(71)-24; 137(137)-0; 81(81)-48(38); 13-81(39,36); 94(59)-27; 54(54)-72(66); 72(72)-33(33); 0-90(60); 72(72)-73(73); 76(40)-49(36); 76(76)-1 | 128(95)-0; 101(101)-1; 78(71)-24; 137(137)-0; 81(81)-48(38); 13-81(39,36); 94(59)-27; 54(54)-72(66); 72(72)-33(33); 0-90(60); 72(72)-73(73); 76(40)-49(36); 76(76)-1 | 128(95)-0; 101(101)-1; 78(71)-24; 137(137)-0; 81(81)-48(38); 13-81(39,36); 94(59)-27; 54(54)-72(66); 72(72)-33(33); 0-90(60); 72(72)-73(73); 76(40)-49(36); 76(76)-1 | 128(95)-0; 101(101)-1; 78(71)-24; 137(137)-0; 81(81)-48(38); 13-81(39,36); 94(59)-27; 54(54)-72(66); 72(72)-33(33); 0-90(60); 72(72)-73(73); 76(40)-49(36); 76(76)-1 |
| Győzelem  | 2010 | Shanghai Masters | Jamie Burnett | 10–7 |
| Framek:   | 76-25; 43-67; 47-70(51); 60-7; 70(62)-43; 0-71(57); 23-65; 71(71)-1; 63-48; 61-15; 70(52)-71; 78(72)-0; 37-60; 55-17; 52-64; 68(64)-31; 78-26 | 76-25; 43-67; 47-70(51); 60-7; 70(62)-43; 0-71(57); 23-65; 71(71)-1; 63-48; 61-15; 70(52)-71; 78(72)-0; 37-60; 55-17; 52-64; 68(64)-31; 78-26 | 76-25; 43-67; 47-70(51); 60-7; 70(62)-43; 0-71(57); 23-65; 71(71)-1; 63-48; 61-15; 70(52)-71; 78(72)-0; 37-60; 55-17; 52-64; 68(64)-31; 78-26 | 76-25; 43-67; 47-70(51); 60-7; 70(62)-43; 0-71(57); 23-65; 71(71)-1; 63-48; 61-15; 70(52)-71; 78(72)-0; 37-60; 55-17; 52-64; 68(64)-31; 78-26 |
| Vereség   | 2012 | Világbajnokság | Ronnie O’Sullivan | 18-11 |
| Framek:   | 77(57)-37; 121(117)-1; 0-85(84); 25-57; 86(52)-42; 2-55; 108(92)-0; 141(141)-0; 8-84(56); 73-21; 69(68)-14; 30-62; 73-8; 60-13; 1-83(59); 74(62)-34; 3-52; 101-0; 73-12; 62-48; 81(54)-41; 9-59; 27-105(105); 2-62(53); 129(64,55)-4; 90(70)-0; 17-78(64); 76-0; 82(61)-0 | 77(57)-37; 121(117)-1; 0-85(84); 25-57; 86(52)-42; 2-55; 108(92)-0; 141(141)-0; 8-84(56); 73-21; 69(68)-14; 30-62; 73-8; 60-13; 1-83(59); 74(62)-34; 3-52; 101-0; 73-12; 62-48; 81(54)-41; 9-59; 27-105(105); 2-62(53); 129(64,55)-4; 90(70)-0; 17-78(64); 76-0; 82(61)-0 | 77(57)-37; 121(117)-1; 0-85(84); 25-57; 86(52)-42; 2-55; 108(92)-0; 141(141)-0; 8-84(56); 73-21; 69(68)-14; 30-62; 73-8; 60-13; 1-83(59); 74(62)-34; 3-52; 101-0; 73-12; 62-48; 81(54)-41; 9-59; 27-105(105); 2-62(53); 129(64,55)-4; 90(70)-0; 17-78(64); 76-0; 82(61)-0 | 77(57)-37; 121(117)-1; 0-85(84); 25-57; 86(52)-42; 2-55; 108(92)-0; 141(141)-0; 8-84(56); 73-21; 69(68)-14; 30-62; 73-8; 60-13; 1-83(59); 74(62)-34; 3-52; 101-0; 73-12; 62-48; 81(54)-41; 9-59; 27-105(105); 2-62(53); 129(64,55)-4; 90(70)-0; 17-78(64); 76-0; 82(61)-0 |
| Győzelem  | 2013 | German Masters | Marco Fu | 9–6 |
| Framek:   | 54-71; 11-67(55); 75(55)-0; 0-104(104); 80(70)-0; 68-39; 0-87(83); 30-64; 117(116)-4; 128(121)-0; 67-0; 0-69; 103(71)-31; 78-4; 61-1 | 54-71; 11-67(55); 75(55)-0; 0-104(104); 80(70)-0; 68-39; 0-87(83); 30-64; 117(116)-4; 128(121)-0; 67-0; 0-69; 103(71)-31; 78-4; 61-1 | 54-71; 11-67(55); 75(55)-0; 0-104(104); 80(70)-0; 68-39; 0-87(83); 30-64; 117(116)-4; 128(121)-0; 67-0; 0-69; 103(71)-31; 78-4; 61-1 | 54-71; 11-67(55); 75(55)-0; 0-104(104); 80(70)-0; 68-39; 0-87(83); 30-64; 117(116)-4; 128(121)-0; 67-0; 0-69; 103(71)-31; 78-4; 61-1 |
| Győzelem  | 2016 | World Open | Joe Perry | 10–8 |
| Framek:   | 61-56; 0-79(54); 41-73(56); 75-40; 22-114(78); 80(80)-0; 68(54)-18; 70-50; 91(91)-0; 115(53,61)-17; 70(70)-58(58); 33-70; 0-131(131); 75-40; 4-123(106); 34-68; 0-92(92); 127(127)-0;                                                                                     | 61-56; 0-79(54); 41-73(56); 75-40; 22-114(78); 80(80)-0; 68(54)-18; 70-50; 91(91)-0; 115(53,61)-17; 70(70)-58(58); 33-70; 0-131(131); 75-40; 4-123(106); 34-68; 0-92(92); 127(127)-0;                                                                                     | 61-56; 0-79(54); 41-73(56); 75-40; 22-114(78); 80(80)-0; 68(54)-18; 70-50; 91(91)-0; 115(53,61)-17; 70(70)-58(58); 33-70; 0-131(131); 75-40; 4-123(106); 34-68; 0-92(92); 127(127)-0;                                                                                     | 61-56; 0-79(54); 41-73(56); 75-40; 22-114(78); 80(80)-0; 68(54)-18; 70-50; 91(91)-0; 115(53,61)-17; 70(70)-58(58); 33-70; 0-131(131); 75-40; 4-123(106); 34-68; 0-92(92); 127(127)-0;                                                                                     |

### Kispontszerző torna döntők: 1 (1 győzelem, 0 vereség)
| Kimenetel | Év                                                               | Torna                                                            | Ellenfél                                                         | Eredmény                                                         |
| --------- | ---------------------------------------------------------------- | ---------------------------------------------------------------- | ---------------------------------------------------------------- | ---------------------------------------------------------------- |
| Győzelem  | 2015                                                             | Paul Hunter Classic                                              | Shaun Murphy                                                     | 4–3                                                              |
| Framek:   | 98(61)-33; 6-73(72); 93(54)-1; 62-29 19-83(83); 56-59 102(95)-21 | 98(61)-33; 6-73(72); 93(54)-1; 62-29 19-83(83); 56-59 102(95)-21 | 98(61)-33; 6-73(72); 93(54)-1; 62-29 19-83(83); 56-59 102(95)-21 | 98(61)-33; 6-73(72); 93(54)-1; 62-29 19-83(83); 56-59 102(95)-21 |

### Nem-pontszerző torna döntők: 6 (3 győzelem, 3 vereség)

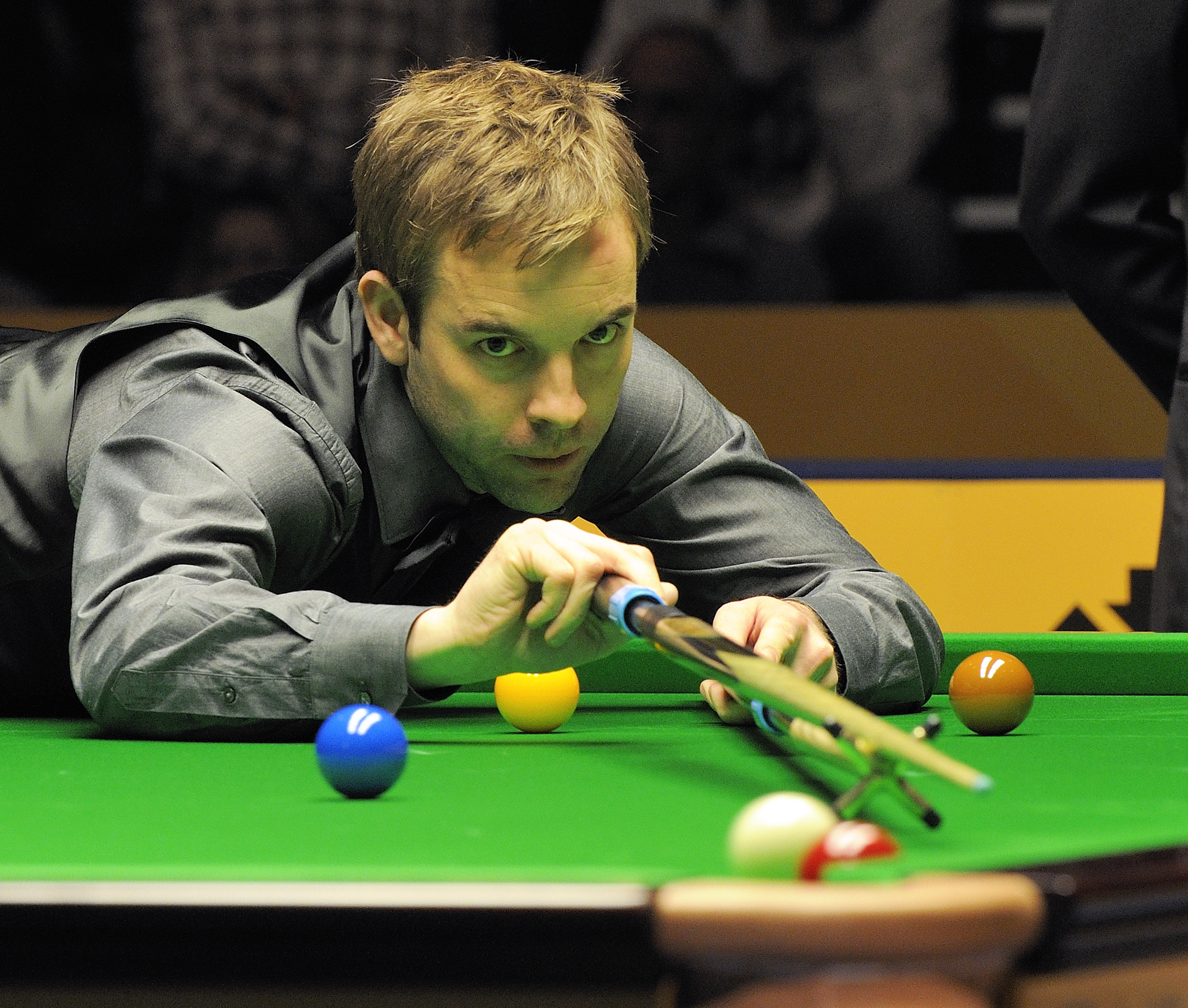
Carter (2013)

| Kimenetel | Év | Torna | Ellenfél | Eredmény |
| --------- | --- | --- | --- | --- |
| Győzelem  | 1999 | Benson & Hedges Championship | Simon Bedford | 9-4 |
| Vereség   | 2005 | Masters Qualifying Event | Stuart Bingham | 6-3 |
| Framek:   | 32-73(47); 138(109)-4; 70(30)-24; 109(84)-3; 101(101)-4; 4-96(59); 50-17; 6-74(54); 64(36,27)-63(30)                                                          | 32-73(47); 138(109)-4; 70(30)-24; 109(84)-3; 101(101)-4; 4-96(59); 50-17; 6-74(54); 64(36,27)-63(30)                                                          | 32-73(47); 138(109)-4; 70(30)-24; 109(84)-3; 101(101)-4; 4-96(59); 50-17; 6-74(54); 64(36,27)-63(30)                                                          | 32-73(47); 138(109)-4; 70(30)-24; 109(84)-3; 101(101)-4; 4-96(59); 50-17; 6-74(54); 64(36,27)-63(30)                                                          |
| Győzelem  | 2008 | Huangshan Cup | Marco Fu | 5-3 |
| Vereség   | 2011 | Wuxi Classic | Mark Selby | 9-7 |
| Framek:   | 102(89)-0; 45-61; 92(92)-34; 69-42; 38-90(90); 81(66)-27; 46-71; 31-73(72); 40-84(84); 71(71)-0; 78(53)-0; 50-35; 81(80)-0; 0-107(94); 29-103(99); 134(100)-0 | 102(89)-0; 45-61; 92(92)-34; 69-42; 38-90(90); 81(66)-27; 46-71; 31-73(72); 40-84(84); 71(71)-0; 78(53)-0; 50-35; 81(80)-0; 0-107(94); 29-103(99); 134(100)-0 | 102(89)-0; 45-61; 92(92)-34; 69-42; 38-90(90); 81(66)-27; 46-71; 31-73(72); 40-84(84); 71(71)-0; 78(53)-0; 50-35; 81(80)-0; 0-107(94); 29-103(99); 134(100)-0 | 102(89)-0; 45-61; 92(92)-34; 69-42; 38-90(90); 81(66)-27; 46-71; 31-73(72); 40-84(84); 71(71)-0; 78(53)-0; 50-35; 81(80)-0; 0-107(94); 29-103(99); 134(100)-0 |
| Vereség   | 2013 | Championship League | Martin Gould | 3-2 |
| Framek:   | 64-58(58); 25-67; 67(55)-0; 23-91(68); 100(100)-22 | 64-58(58); 25-67; 67(55)-0; 23-91(68); 100(100)-22 | 64-58(58); 25-67; 67(55)-0; 23-91(68); 100(100)-22 | 64-58(58); 25-67; 67(55)-0; 23-91(68); 100(100)-22 |
| Győzelem  | 2014 | General Cup | Shaun Murphy | 7-6 |
| Framek:   | 70-15; 81(68)-61(61) 42-65; 28-62(59) 115(112)-0; 0-90(90); 6-66; 46-68; 75-14(69); 99(99)-0 29-59(54) 101(101)-25; 77-26                                     | 70-15; 81(68)-61(61) 42-65; 28-62(59) 115(112)-0; 0-90(90); 6-66; 46-68; 75-14(69); 99(99)-0 29-59(54) 101(101)-25; 77-26                                     | 70-15; 81(68)-61(61) 42-65; 28-62(59) 115(112)-0; 0-90(90); 6-66; 46-68; 75-14(69); 99(99)-0 29-59(54) 101(101)-25; 77-26                                     | 70-15; 81(68)-61(61) 42-65; 28-62(59) 115(112)-0; 0-90(90); 6-66; 46-68; 75-14(69); 99(99)-0 29-59(54) 101(101)-25; 77-26                                     |

## Lásd még
- Snooker
- Legalább 100 százas breaket lökő snookerjátékosok listája